# PENTAXの写真レンズ製品一覧
PENTAXの写真レンズ製品一覧は、リコーイメージング（旧 旭光学工業）がリリースした、レンズ交換式カメラ用の写真レンズ関係の製品の一覧である。

## 概要
リコーイメージングが展開するPENTAXの交換式レンズ製品は光学性能だけではなく新旧レンズ群の互換性も重視されており、同系統の開放測光対応マウントであれば同じレンズを最新のオートフォーカス機と過去のマニュアルフォーカス機でも開放測光で使うことが可能である。シリーズ名の変更は主にコーティングの変更、シリーズに合わせたデザインの変更であることが多く、またマウント側の機能とボディ側の機能が必ずしも同一ではないので注意が必要である。

## 歴史
リコーイメージング（当時は旭光学工業）初のカメラ製品は、レンズ交換式一眼レフカメラであるアサヒフレックスであった。そのアサヒフレックスは日本初の35mmフィルムを使用する一眼レフカメラであり、日本の一眼レフカメラの歴史はそこから始まったと言ってもよい。その専用交換式レンズよりペンタックスの35mm判用写真レンズの歴史が始まる。当初は社内に交換写真レンズ設計者がいなかったため、光学設計は外注によるものであったが、自社設計するようになり、世界初の多層膜コーティングであるスーパー・マルチ・コーティング（SMC）を開発するまでになった。
一方、レンズを装着するマウントであるが、アサヒフレックスより「レンズ側に雄ねじ」、「マウント内径部に雌ねじ」が切ってある、いわゆるねじ込み式マウントが長期に渡って採用されていたが、その構造上レンズ装着時の定点に個体差があり、カメラのAE化の要求の高まりに伴ってレンズ、ボディ間の連動が容易に実現できる、バヨネット式マウントが求められた。
旭光学工業も早々に水面下にてバヨネット式マウントへの移行を見据えて研究・開発に着手しており、中判カメラである6×7で初めてバヨネットマウントを導入し、1975年の発売に35mm向けもKシリーズからバヨネットマウントを採用した。特に、35mm向けのマウントをKマウントと呼び、その後のAE・AF化やデジタル一眼レフカメラにおいても引き続き採用しており、フィルムとCCD（あるいはC-MOS）という感光媒体の違いはあっても35mm判用レンズの使用が可能である。

## アサヒフレックス専用交換レンズ
φ37mmスクリューマウント。ボディーとの連動は全くない。まだ逆望遠型のレンズ設計手法がないため広角レンズに乏しい。後プラクチカスクリューマウントボディーに使用できるアダプターが無償配布され、手動絞りで使用可能であった。タクマーの名前は創業者の弟で写真家の梶原琢磨に由来する。
一覧についてはen:Takumarを参照のこと
- タクマー50mmF3.5（1954年11月発売） - アサヒフレックスIIB型と同時に発売された。プリセット絞り[2]。
- タクマー50mmF3.5（1952年5月発売） - アサヒフレックスIA型と同時に発売された。手動絞り[2]。
- タクマー58mmF2.4（1954年12月発売） - プリセット絞り[3]。
- タクマー83mmF1.9（1953年発売） - 珍品。アサヒフレックスIA型と同時に発売された[2]。
- タクマー100mmF3.5（1953年発売） - アサヒフレックスIA型と同時に発売された[2]。光学系はペンタックス用に流用された。
- タクマー135mmF3.5（1953年発売） - アサヒフレックスIA型と同時に発売された[2]。
- タクマー500mmF5（1953年12月発売[4]） - アサヒフレックスIA型と同時に発売された[2]。

## プラクチカスクリューマウント用交換レンズ
φ42mmスクリューマウントであるプラクチカマウント（以降はPマウントと記述）用レンズ群。Sレンズ（Sは"Screw"=ネジより由来する）とも呼ばれ、アサヒフレックス専用マウント用レンズ群に引き続きタクマーブランドを冠された。専用マウントを採用したアサヒフレックスとは異なり、当時既に世界標準マウントのひとつであったPマウントが採用されているため、同マウントであれば他社のボディーにも使用可能である。マウント変更の理由は口径の拡大と、輸出を考慮したためであった。口径の拡大によって光学設計の自由度が増しレンズのラインナップも豊富になった。またアサヒペンタックスシリーズ機が世界的なヒット商品となったため、タクマーの名は世界に知れ渡ることとなる。
マウント構造の単純さと精度から、Pマウントのレンズは黎明期の一眼レフカメラの普及と進歩に貢献したが、カメラ技術の進歩により旭光学工業も早々に水面下にてバヨネット式マウントへの移行を見据えて研究・開発に着手しており、Kマウントシリーズからバヨネット式マウントに移行している。しかし、現在もP（M42）マウントレンズ→Kマウントへの純正『マウントアダプターK』が提供されており、デジタル機を含むKマウント機のボディで当レンズ群を使用することが可能である。また、国内で入手がたやすいM42マウントレンズとして、当レンズを他社のプラクチカマウントのボディに装着して使用するファンもいる。

### タクマーシリーズ
初代アサヒペンタックス用レンズとして登場したレンズ群である。ボディ側との連動機構は一切なく、手動絞り、あるいはプリセット絞りなどの全マニュアル操作。
- フィッシュアイタクマー17mmF4 - 対角線魚眼。フィルター3種内蔵[4]。
- フィッシュアイタクマー18mmF11 - 対角線魚眼。パンフォーカス。円盤状絞り[4]。
- タクマー35mmF4 - 手動絞り。4群5枚[4]。
- タクマー50mmF3.5
- マクロタクマー50mmF4 - 等倍まで[4]。
- タクマー55mmF1.8
- タクマー55mmF2
- タクマー55mmF2.2 - プリセット絞り[4]。
- タクマー58mmF2 - プリセット絞り。4群6枚。アタッチメントはφ46mmねじ込み[4]。
- タクマー58mmF2.4 - プリセット絞り。3群5枚[4]。
- タクマー83mmF1.9 - プリセット絞り。
- タクマー100mmF2 - 1965年夏に広告に登場するが1966年4月に製造中止になった。一説には100本前後しか存在しないという[4]。
- タクマー100mmF3.5 - プリセット絞り[4]。
- ベローズタクマー100mmF4 - ベローズ用[4]。
- タクマー105mmF2.8 - プリセット絞り[4]。
- タクマー135mmF3.5 - プリセット絞り[4]。
- タクマー200mmF3.5 - プリセット絞り[4]。
- テレタクマー200mmF5.6 - プリセット絞り[4]。
- タクマー300mmF4 - 4群4枚に設計変更された[4]。
- タクマー300mmF4 - 3群3枚[4]。
- テレタクマー300mmF6.3 - プリセット絞り[4]。
- テレタクマー400mmF5.6[4]。
- タクマー500mmF4.5 - 4群4枚[4]。
- タクマー500mmF5 - 1群2枚。ピント合わせはラック・アンド・ピニオン[4]。
- テレタクマー1000mmF8 - 5枚。アタッチメントはφ49mmねじ込み[4]。
- タクマー1000mmF8 - 3枚。アタッチメントはφ49mmねじ込み[4]。

### オートタクマーシリーズ
半自動絞り機能を実装したアサヒペンタックスKの対応レンズ群として登場した。手動絞りから一歩前進し、シャッターレリーズと連動して設定値まで絞りが絞り込まれ、撮影後レバー操作にて絞りを開放まで復元させる方式。
- オートタクマー35mmF2.3 - 専用フィルター、フード。5群6枚[4]。
- オートタクマー35mmF3.5 - アタッチメントはφ46mmねじ込み[4]。
- オートタクマー50mmF1.8
- オートタクマー55mmF1.8 - アタッチメントはφ46mmねじ込み。
- オートタクマー55mmF1.8 - アタッチメントはφ49mmねじ込み。後期型は完全自動絞りになっており、機能上はスーパータクマーと同等[4]。
- オートタクマー55mmF2 - アタッチメントはφ46mmねじ込み。後期型は完全自動絞りになっており、機能上はスーパータクマーと同等[4]。
- オートタクマー55mmF2.2 - 半自動絞り[4]。
- オートタクマー85mmF1.8 - 半自動絞り。4群5枚[4]。
- オートタクマー105mmF2.8 - 半自動絞り[4]。
- オートタクマー135mmF3.5 - 市販されなかった可能性がある[4]。

### スーパータクマーシリーズ
完全自動絞り機能を実装したアサヒペンタックスS3とともに対応レンズ群として登場した。シャッターレリーズからの一連の工程である絞り込み、絞り開放復元操作までが全自動化され、ようやく現代のレンズの絞り込み機能が形となった。ボディ側のファインダー像はシャッターレリーズによるミラーアップ状態時を除けば常に開放状態なので明るくなったため、合焦操作性が大幅に向上された。一部にスーパータクマー銘ながらSMCが施された個体があり、スーパータクマーIIと通称される。
- スーパータクマー20mmF4.5[4]
- スーパータクマー24mmF3.5[4]
- スーパータクマー28mmF3.5 - 初期はアタッチメントはφ58mmねじ込み。最小絞りが当初F22、後期型はF16になっている。スーパータクマーIIの存在が確認されている[4]。
- スーパータクマー35mmF2 - 7群8枚。最短撮影距離0.4m最小絞りF22.アタッチメントはφ67mmねじ込み。
- スーパータクマー35mmF2 - 初期製品はアタッチメントはφ70mmねじ込み。7群8枚[4]。
- スーパータクマー35mmF3.5 - 最小絞りが当初F22、後期型はF16になっている[4]。
- スーパータクマー50mmF1.4 - 6群7枚。アトムレンズを使用した個体もある。
- スーパータクマー50mmF1.4 - 初期製品は8枚[4]。
- スーパーマクロタクマー50mmF4 - 1/2倍まで接写可能[4]。
- スーパータクマー55mmF1.8-5群6枚。最短撮影距離0.45m。アタッチメントはφ49mmねじ込み[4]
- スーパータクマー55mmF2[4]
- スーパータクマー85mmF1.9 - 4群5枚。アタッチメントはφ58mmねじ込み。最短撮影距離0.85m。最小絞りが当初F22、後期型はF16になっている[4]。
- スーパータクマー135mmF2.5 - 5枚構成[4]。
- スーパータクマー135mmF3.5―4群4枚。最短撮影距離1.5m。最小絞りF22。[4]
- スーパータクマー150mmF4―5群5枚。最短撮影距離1.8m最小絞りF22。アタッチメントはφ49mmねじ込み[4]
- スーパータクマー200mmF4[4]
- スーパータクマー300mmF4 - 5群5枚。[4]。
- スーパータクマー80-150mmF4.5 - 12群14枚。最短撮影距離3.5（アダプター併用時1.5）m。スーパータクマーIIの存在が確認されている[4]。

### SMCタクマーシリーズ
開放測光機能、絞り優先オート露出機能を実装したアサヒペンタックスESの新機能に連動する対応レンズ群として登場した（一部に新機能未対応レンズあり）。このPマウントの限界まで突き詰めたシリーズ最終レンズ群は対応ボディであるES、ESIIとともに次世代のバヨネット式マウントへ切り替える契機となり、今日まで続くSMCペンタックスレンズ群の雛型となったが、その引き換えにこのレンズ群のみ旭光学工業の独自規格品となってしまい、他社のPマウント機種では完全自動絞りレンズとしてしか機能せず、ユニバーサルマウント用レンズとしてもっとも重要な要素のひとつである「完全互換性」を失ってしまった上、構想がありながらも互換性を重視するあまりバヨネット式Kマウントへの移行が遅れた。コーティングはアメリカのOCLI（Optical Coating Laboratory Inc. ）との技術提携により最大7層膜におよぶ独自の多層コーティングであるスーパー・マルチ・コーティングが施され、色調の補正、逆光性能、透過率の大幅な向上が図られ、多層コーティングといっても2層が常識であった1971年当時の光学工業界で大きな話題を呼び、その後のコーティング技術の躍進に大きな影響を与えた。また、Super Multi Coted TAKUMAR表記の物もあるが、距離リングのデザイン以外同一である。
- SMCフィッシュアイタクマー17mmF4 - 対角線魚眼。7群11枚。最短撮影距離0.2m。フィルター3種内蔵[5]。
- SMCタクマー15mmF3.5 - 12群13枚。最短撮影距離0.3m。フィルター4種内蔵[5]。2500本製造で、うち500本は非球面レンズを使用している。
- SMCタクマー20mmF4.5 - 10群11枚。最短撮影距離0.2m。アタッチメントはφ77mmねじ込み[5]。
- SMCタクマー24mmF3.5 - 8群9枚。最短撮影距離0.25m。アタッチメントはφ58mmねじ込み[5]。
- SMCタクマー28mmF3.5 - 7群7枚。最短撮影距離0.4m。アタッチメントはφ49mmねじ込み[5]。
- SMCタクマー35mmF2 - 7群8枚。最短撮影距離0.4m。アタッチメントはφ49mmねじ込み[5]。
- SMCタクマー35mmF3.5 - 4群5枚。最短撮影距離0.45m。アタッチメントはφ49mmねじ込み[5]。
- SMCタクマー50mmF1.4 - 6群7枚。最短撮影距離0.45m。アタッチメントはφ49mmねじ込み[5]。
- SMCマクロタクマー50mmF4 - 3群4枚。最短撮影距離0.234m。アタッチメントはφ49mmねじ込み[5]。1/2倍まで接写可能。
- SMCタクマー55mmF1.8 - 5群6枚。最短撮影距離0.45m。アタッチメントはφ49mmねじ込み[5]。
- SMCタクマー85mmF1.8 - 6群6枚。最短撮影距離0.85m。アタッチメントはφ58mmねじ込み[5]。
- SMCタクマー85mmF1.9 - 4群5枚。
- SMCマクロタクマー100mmF4 - 3群5枚。最短撮影距離0.45m。アタッチメントはφ49mmねじ込み[5]。
- SMCベローズタクマー100mmF4 - ベローズ用。3群5枚。アタッチメントはφ49mmねじ込み。プリセット絞り[5]。
- SMCタクマー105mmF2.8 - 4群5枚。最短撮影距離1.2m。アタッチメントはφ49mmねじ込み[5]。
- SMCタクマー120mmF2.8 - 4群5枚。最短撮影距離1.2m。アタッチメントはφ49mmねじ込み[5]。
- SMCタクマー135mmF2.5 - 6群6枚に設計変更された。最短撮影距離1.5m。アタッチメントはφ58mmねじ込み[5]。
- SMCタクマー135mmF2.5 - 5枚。
- SMCタクマー135mmF3.5 - 4群4枚。最短撮影距離1.5m。アタッチメントはφ49mmねじ込み[5]。
- SMCタクマー150mmF4 - 5群5枚。最短撮影距離1.8m。アタッチメントはφ49mmねじ込み[5]。
- SMCタクマー200mmF4 - 5群5枚。最短撮影距離2.5m。アタッチメントはφ58mmねじ込み[5]。
- SMCタクマー300mmF4 - 5群5枚。最短撮影距離5.5m。アタッチメントはφ77mmねじ込み[5]。
- SMCタクマー400mmF5.6 - 5群5枚。最短撮影距離8m。アタッチメントはφ77mmねじ込み。手動絞り[5]。
- SMCタクマー500mmF4.5 - 4群4枚。最短撮影距離10m。後部フィルターφ49mmねじ込み。手動絞り[5]。
- SMCタクマー1000mmF8 - 5群5枚。最短撮影距離30m。後部フィルターφ49mmねじ込み。手動絞り[5]。
- SMCタクマーズーム45-125mmF4 - 11群14枚。最短撮影距離1.5m。アタッチメントはφ67mmねじ込み[5]。
- SMCタクマーズーム85-210mmF4.5 - 10群11枚。最短撮影距離3.5（アダプター併用時1.9）m。アタッチメントはφ58mmねじ込み[5]。
- SMCタクマーズーム135-600mmF6.7 - 12群15枚。最短撮影距離6（アダプター併用時3.4）m。後部フィルターφ49mmねじ込み。手動絞り[5]。

### 特殊レンズ
レンズに螢石や溶融石英等、ガラス以外の素材を使用し、可視光域以外でのピント補正を不要にしたレンズ。カメラレンズへの螢石の採用は世界初だった。
- クォーツタクマー85mmF3.5（1963年発売[6]） - ベローズ併用。紫外線撮影用。専用フィルター4種が付属する[4]。色消しになっていないため、ピント合わせはアタッチメントレンズ、撮影は干渉フィルターを使用して行なう必要がある[6]。
- ウルトラアクロマチックタクマー85mmF4.5 - 第1、第4レンズは溶融石英、第2、3、5レンズは螢石の5群5枚。最短撮影距離0.6m。アタッチメントはφ49mmねじ込み[5]。220-1000nmまで収差が補正されており、付属のRフィルターで赤外線域での撮影が可能、別売紫外線干渉フィルター併用で紫外線域での撮影が可能。完全自動絞りでピント合わせも可視光によって可能。アタッチメントはφ49mmねじ込み。極めて希少[6]。
- タクマー水晶レンズ135mmF5 - 紫外線撮影用で溶融石英を使用している[6]。
- ウルトラアクロマチックタクマー300mmF5.6 - 第1、第4レンズは螢石、第2、3、5レンズは光学ガラスの5群5枚。最短撮影距離4.85m。アタッチメントはφ58mmねじ込み[5]。320-850nmの広範囲に渡り色収差が補正されている。別売赤外線用フィルターを併用すれば赤外線撮影が可能だがこの時もピント位置補正は不要。完全自動絞り。希少[6]。

## Kマウント用交換レンズ
1975年、バヨネット式マウントであるKマウントを採用した。マウントの口径が42mmから45mmへと拡大されたことによってプラクチカ（M42）マウントでは不可能であった50mmF1.2など明るい大口径レンズの開発が可能となった。またバヨネット式を採用したことでレンズ装着時に定点が固定されたため開放測光や絞り値優先自動露出も容易になった。また始めから基本的な連動機構を備えていたため互換性を保持したままで機能の追加された拡張マウントが後に登場することとなる。大ヒット商品であったPマウント機からのマウント変更の印象が強かったためにあまり知られてはいないが互換性の保持が重視されており、M42レンズを使用できるようアダプターが廉価に用意され、仕様が公開されたユニバーサルマウントでありリコーなど他社のカメラ・レンズにも採用された。また近年に登場した絞り環を廃止したレンズを除けば最新レンズ群であるD FAレンズであっても初代のフィルムKシリーズ機で使用可能、初代Kマウント機のひとつであるアサヒペンタックスKXの絞り直読みも可能な仕様である。また、1975年発売のレンズも、現在の最新機種でアダプターなどを用いず使用することが出来る。ブランドは長年に渡って親しまれてきたタクマーと決別し、新たに『SMCペンタックス』（SMC PENTAX ）を冠した。

### P(K)シリーズ
初代Kマウント用レンズ群。バヨネット式の初代Kシリーズカメラの登場に合わせて用意された。初代ゆえに特別なシリーズ名は付けられておらず、便宜上Pレンズ、Kレンズなどと呼ばれることが多い。その多くのレンズ群は従来のS（タクマー）レンズの光学設計を踏襲しているが、標準フィルター径拡張（φ49mm→52mm）に伴い、新設計のレンズにおいては大型で重いレンズが多い。ほぼ一年後に新設計のMレンズ群が登場したため短命に終わったレンズもある。
- SMCペンタックスフィッシュアイ17mmF4 - 対角線魚眼。7群11枚。最短撮影距離0.2m。フィルター4種内蔵。
- SMCペンタックス15mmF3.5 - 12群13枚。最短撮影距離0.3m。フィルター4種内蔵。
- SMCペンタックス18mmF3.5 - 11群12枚。最短撮影距離0.25m。フィルター4種内蔵。
- SMCペンタックス20mmF4 - 10群12枚。最短撮影距離0.25m。アタッチメントはφ58mmねじ込み。
- SMCペンタックス24mmF2.8 - 8群9枚。最短撮影距離0.25m。アタッチメントはφ52mmねじ込み。
- SMCペンタックス24mmF3.5 - 8群9枚。最短撮影距離0.25m。アタッチメントはφ58mmねじ込み。
- SMCペンタックス28mmF2 - 8群9枚。最短撮影距離0.3m。アタッチメントはφ52mmねじ込み。希少。
- SMCペンタックス28mmF3.5 - 7群8枚。最短撮影距離0.3m。アタッチメントはφ52mmねじ込み。
- SMCペンタックスシフト28mmF3.5 - 11群12枚。最短撮影距離0.3m。フィルター3種内蔵。
- SMCペンタックス30mmF2.8 - 7群7枚。最短撮影距離0.3m。アタッチメントはφ52mmねじ込み。
- SMCペンタックス35mmF2 - 7群8枚。最短撮影距離0.35m。アタッチメントはφ52mmねじ込み
- SMCペンタックス35mmF3.5 - 4群5枚。最短撮影距離0.35m。アタッチメントはφ52mmねじ込み。
- SMCペンタックス50mmF1.2 - 6群7枚。最短撮影距離0.45m。アタッチメントはφ52mmねじ込み。ネーミングにおいてSMCとsmcの前後期の二種存在。
- SMCペンタックス50mmF1.4 - 6群7枚。最短撮影距離0.45m。アタッチメントはφ52mmねじ込み。
- SMCペンタックスマクロ50mmF4 - 3群4枚。最短撮影距離0.234m。アタッチメントはφ52mmねじ込み。
- SMCペンタックス55mmF1.8 - 5群6枚。最短撮影距離0.45m。アタッチメントはφ52mmねじ込み。
- SMCペンタックス85mmF1.8 - 6群6枚。最短撮影距離0.85m。アタッチメントはφ52mmねじ込み。
- SMCペンタックスソフト85mmF2.2 - 1群2枚。最短撮影距離0.57m。アタッチメントはφ49mmねじ込み。手動絞り。※Aシリーズ時代の製品。
- SMCペンタックスマクロ100mmF4 - 3群5枚。最短撮影距離0.45m。アタッチメントはφ52mmねじ込み。
- SMCペンタックスベローズ100mm F4 - ベローズ用。3群5枚。アタッチメントはφ52mmねじ込み。
- SMCペンタックス105mmF2.8 - 4群5枚。最短撮影距離1.2m。アタッチメントはφ52mmねじ込み。
- SMCペンタックス120mmF2.8 - 4群5枚。最短撮影距離1.2m。アタッチメントはφ52mmねじ込み。
- SMCペンタックス135mmF2.5 - 6群6枚。最短撮影距離1.5m。アタッチメントはφ58mmねじ込み。
- SMCペンタックス135mmF3.5 - 4群4枚。最短撮影距離1.5m。アタッチメントはφ52mmねじ込み。SMCペンタックス 135mmF3.5

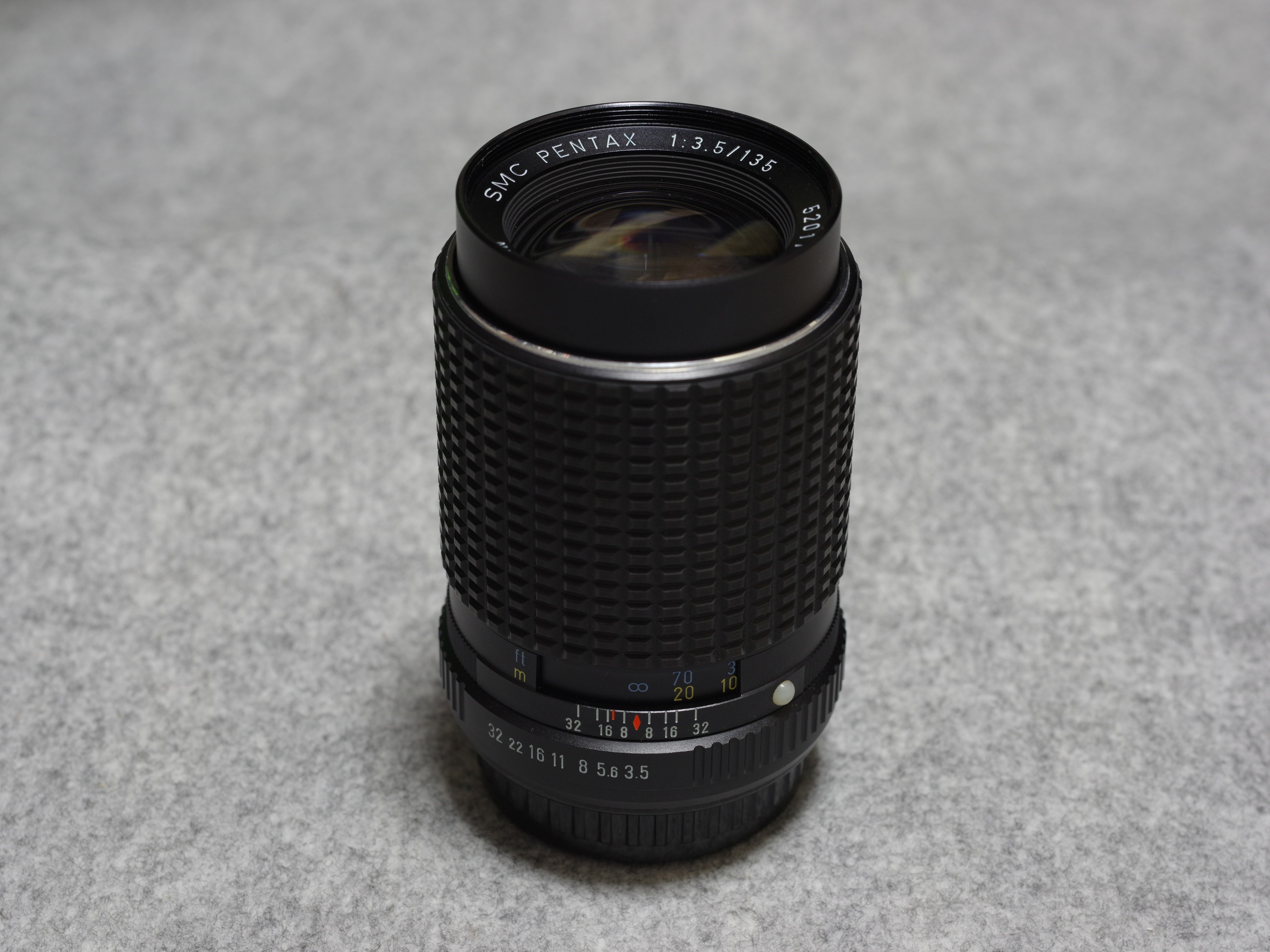
SMCペンタックス 135mmF3.5

- SMCペンタックス150mmF4 - 5群5枚。最短撮影距離1.8m。アタッチメントはφ52mmねじ込み。
- SMCペンタックス200mmF2.5 - 6群6枚。最短撮影距離2m。アタッチメントはφ77mmねじ込み。
- SMCペンタックス200mmF4 - 5群5枚。最短撮影距離2m。アタッチメントはφ58mmねじ込み。
- SMCペンタックス300mmF4 - 5群7枚。最短撮影距離4m。アタッチメントはφ77mmねじ込み。
- SMCペンタックス400mmF5.6 - 5群5枚。最短撮影距離8m。アタッチメントはφ77mmねじ込み。手動絞り。
- SMCペンタックス500mmF4.5 - 4群4枚。最短撮影距離10m。アタッチメントはφ52mmねじ込み。手動絞り。
- SMCペンタックス1000mmF8 - 5群5枚。最短撮影距離30m。アタッチメントはφ52mmねじ込み。手動絞り。
- SMCペンタックスレフレックス1000mmF11 - 4群6枚。最短撮影距離8m。フィルター4種内蔵。
- SMCペンタックスズーム45-125mmF4 - 11群14枚。最短撮影距離1.5m。アタッチメントはφ67mmねじ込み。
- SMCペンタックスズーム85-210mmF4.5 - 10群11枚。最短撮影距離3.5m。アタッチメントはφ58mmねじ込み。
- SMCペンタックスズーム85-210mmF3.5 - 11群12枚。最短撮影距離3.5m。アタッチメントはφ67mmねじ込み。
- SMCペンタックスズーム135-600mmF6.7 - 12群15枚。最短撮影距離6m。アタッチメントはφ52mmねじ込み。
- SMCペンタックスレフレックス400-600mmF8-12 - ズーム式反射望遠レンズ。7群12枚。最短撮影距離3m。アタッチメントはφ67mmねじ込み。
- リアコンバーターK T6-2×

### Mシリーズ
通称Mレンズ。小型軽量設計のMシリーズカメラの登場に合わせ、その多くが小型軽量化を目指し新規設計された。フィルター径も多くがφ49mmとなっている。機能的にはP(K)シリーズと変わらない。
- SMCペンタックスM20mmF4 - 8群8枚。最短撮影距離0.25m。アタッチメントはφ49mmねじ込み。

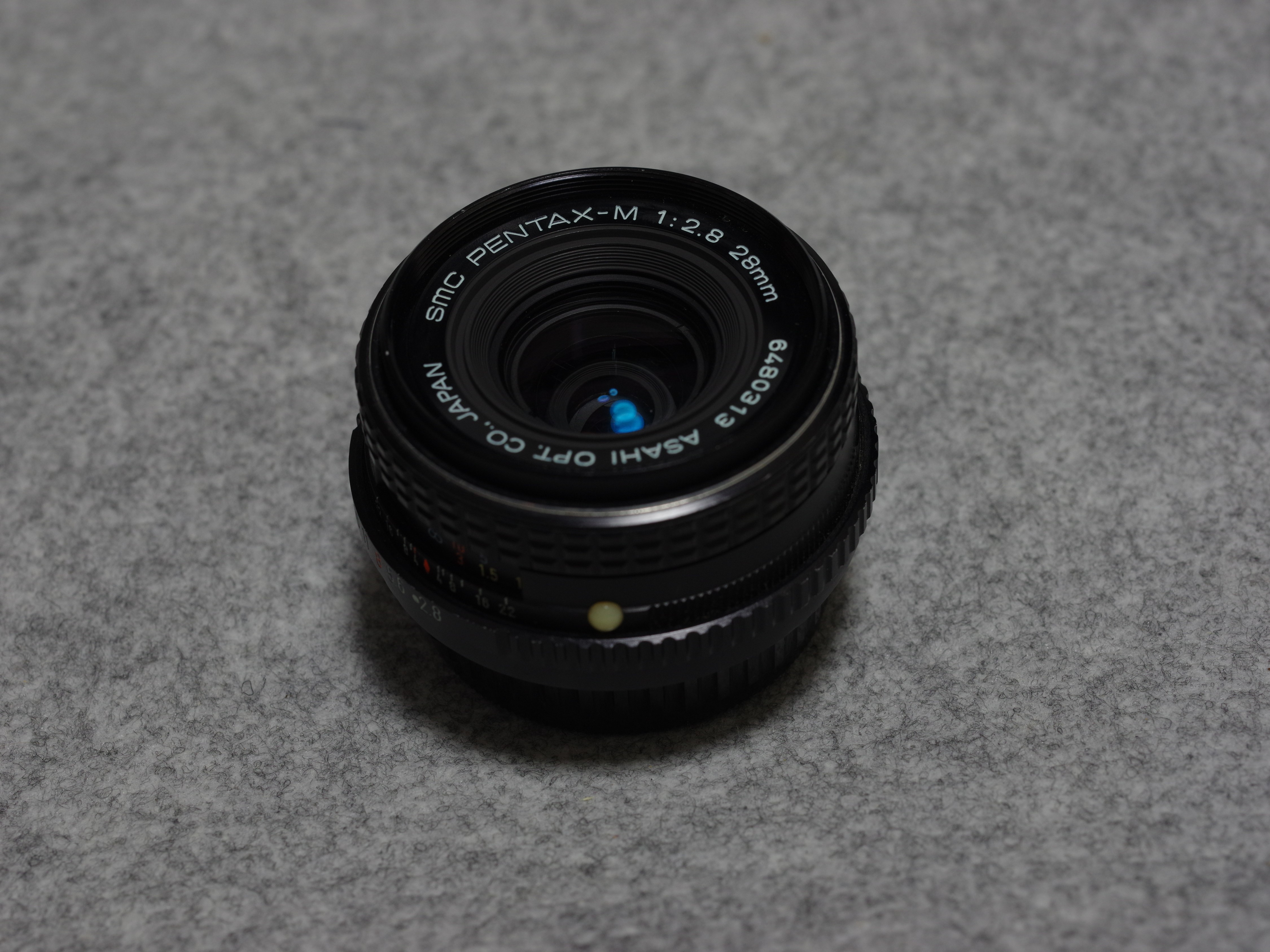
SMCペンタックスM28mmF2.8

- SMCペンタックスM28mmF2 - 7群8枚。最短撮影距離0.3m。アタッチメントはφ49mmねじ込み。
- SMCペンタックスM28mmF2.8 - 7群7枚。最短撮影距離0.3m。アタッチメントはφ49mmねじ込み。前後期の二種存在。SMCペンタックスM28mmF2.8
- SMCペンタックスM28mmF3.5 - 6群6枚。最短撮影距離0.3m。アタッチメントはφ49mmねじ込み。
- SMCペンタックスM35mmF2 - 7群7枚。最短撮影距離0.3m。アタッチメントはφ49mmねじ込み。
- SMCペンタックスM35mmF2.8 - 6群6枚。最短撮影距離0.3m。アタッチメントはφ49mmねじ込み。
- SMCペンタックスM40mmF2.8 - 4群5枚。最短撮影距離0.6m。アタッチメントはφ49mmねじ込み。

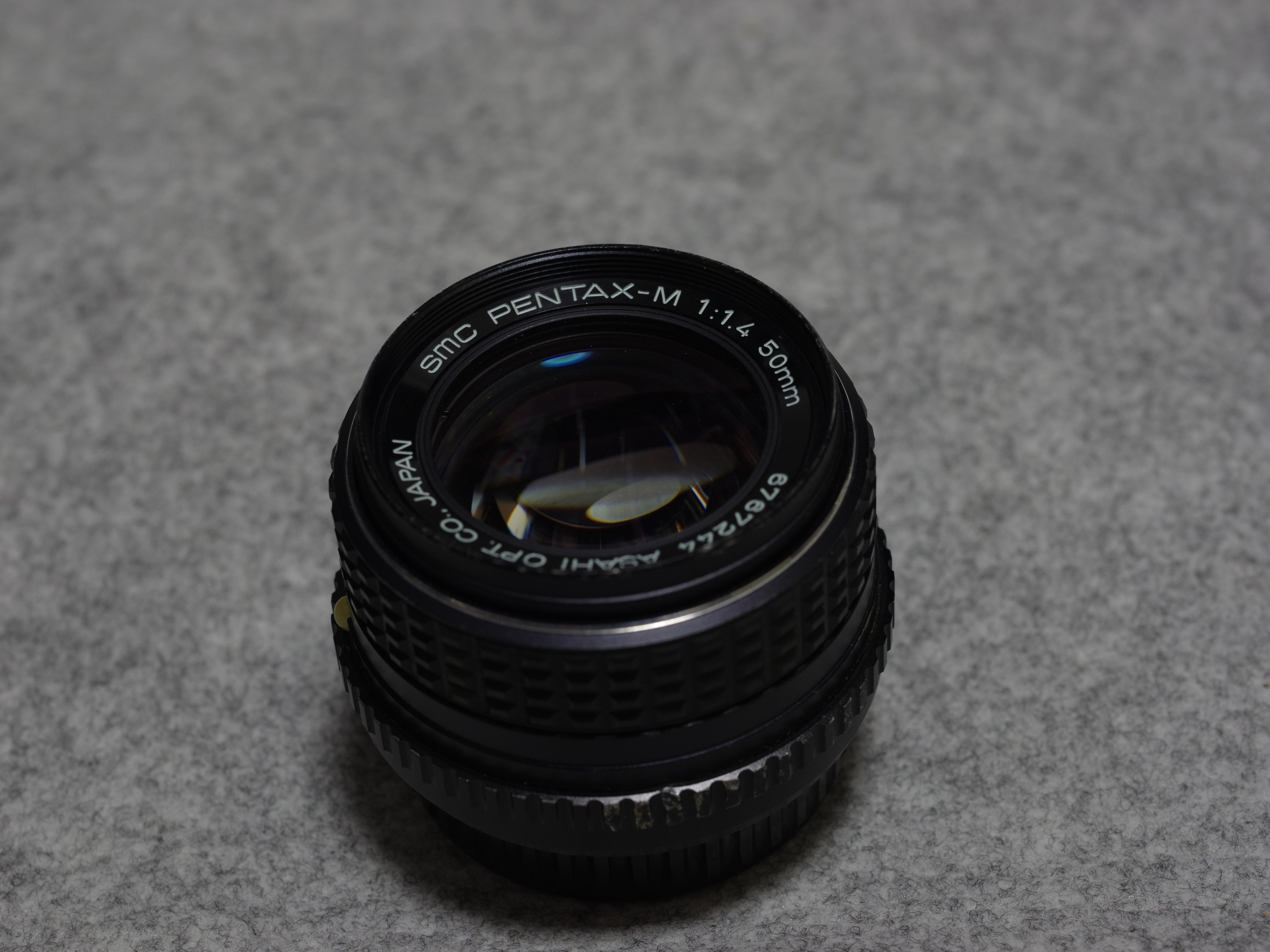
SMCペンタックスM50mmF1.4

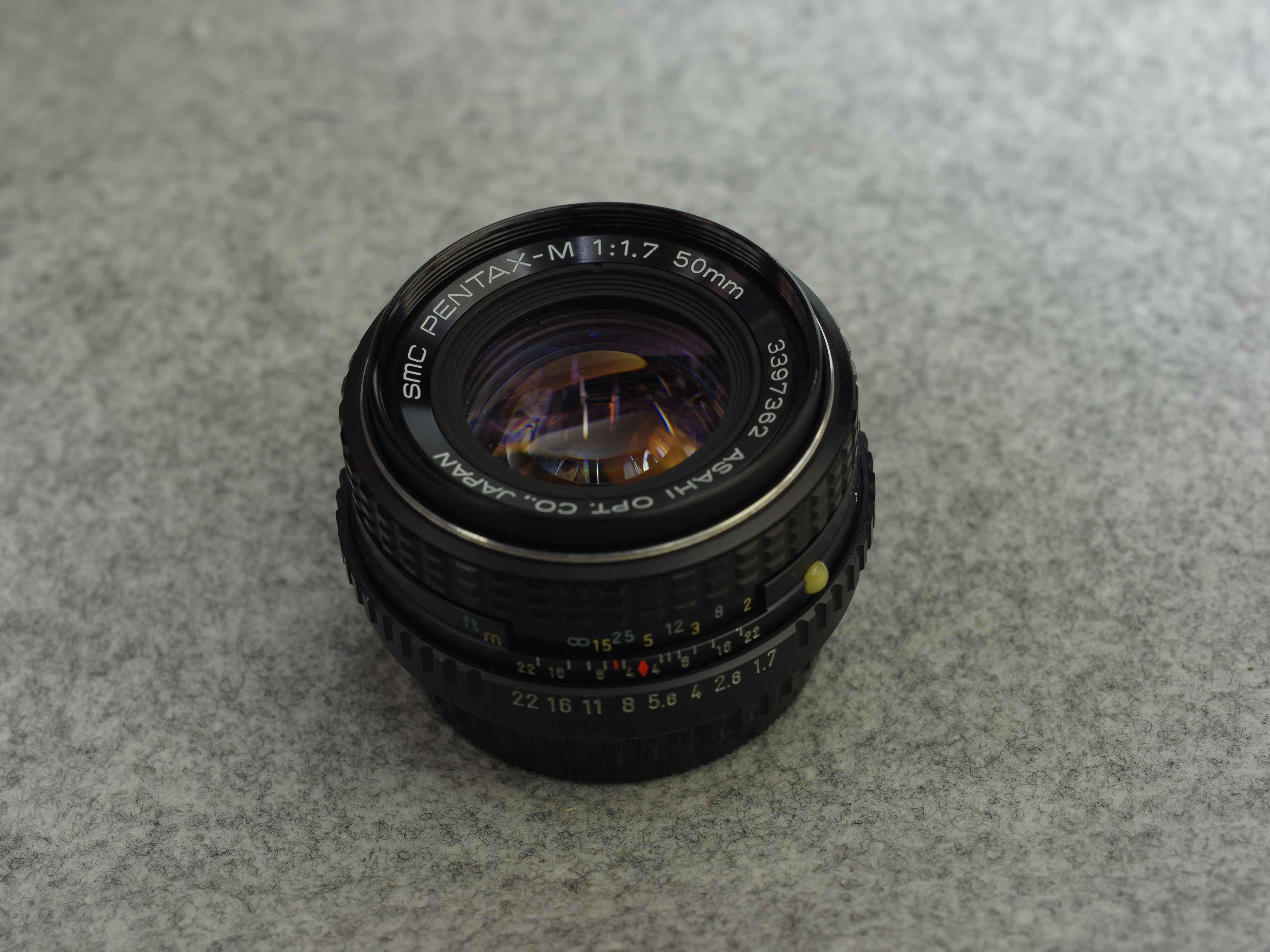
SMCペンタックスM50mmF1.7

- SMCペンタックスM50mmF1.4 - 6群7枚。最短撮影距離0.45m。アタッチメントはφ49mmねじ込み。SMCペンタックスM50mmF1.4
- SMCペンタックスM50mmF1.7 - 5群6枚。最短撮影距離0.45m。アタッチメントはφ49mmねじ込み。SMCペンタックスM50mmF1.7
- SMCペンタックスM50mmF2 - 5群5枚。最短撮影距離0.45m。アタッチメントはφ49mmねじ込み。
- SMCペンタックスMマクロ50mmF4 - 3群4枚。最短撮影距離0.234m。アタッチメントはφ49mmねじ込み。SMCペンタックスMマクロ50mmF4

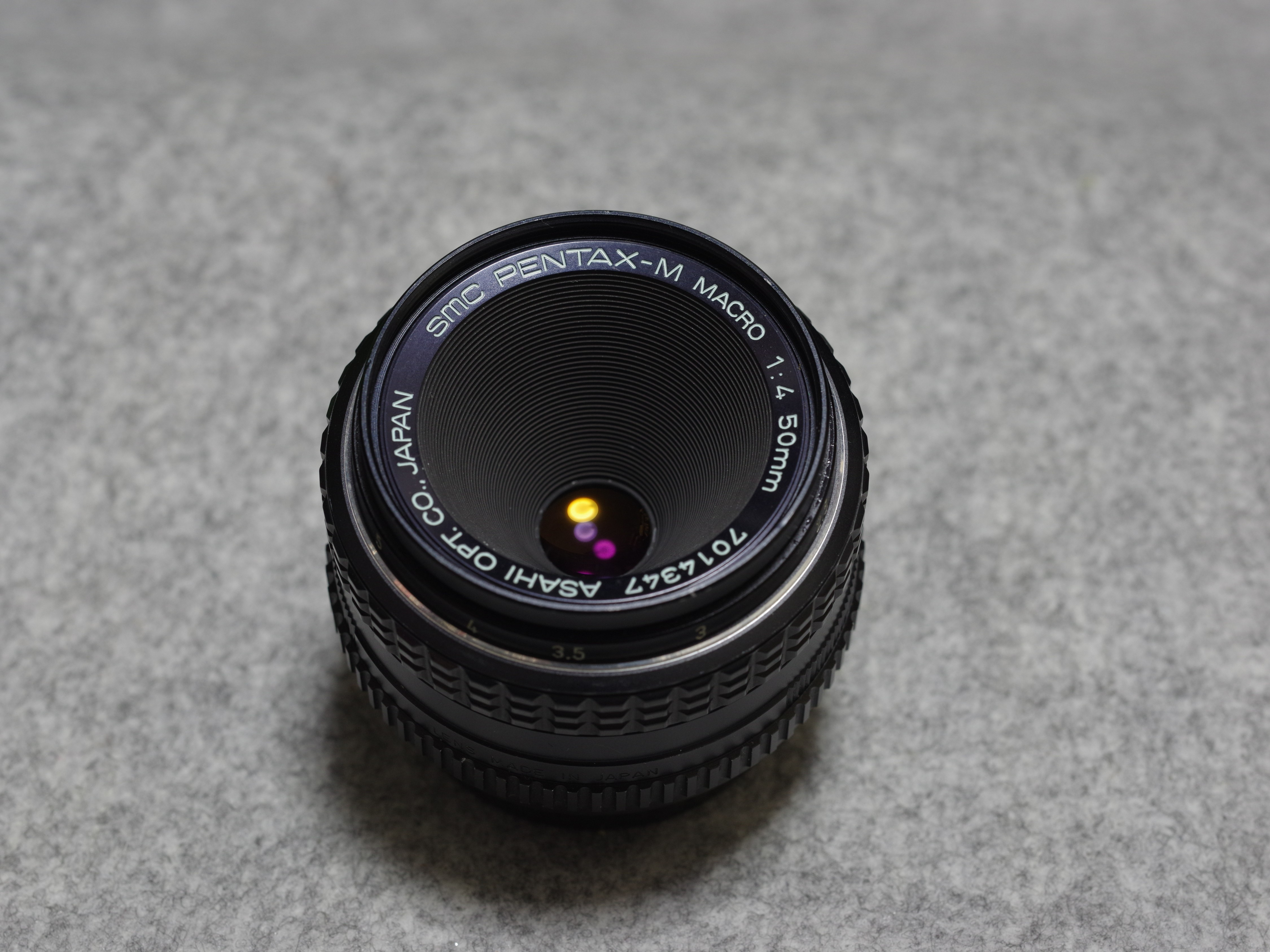
SMCペンタックスMマクロ50mmF4

- SMCペンタックスM85mmF2 - 4群5枚。最短撮影距離0.85m。アタッチメントはφ49mmねじ込み。
- SMCペンタックスM100mmF2.8 - 5群5枚。最短撮影距離1m。アタッチメントはφ49mmねじ込み。
- SMCペンタックスMマクロ100mmF4 - 3群5枚。最短撮影距離0.45m。アタッチメントはφ49mmねじ込み。
- SMCペンタックスM120mmF2.8 - 5群5枚。最短撮影距離1.2m。アタッチメントはφ49mmねじ込み。
- SMCペンタックスM135mmF3.5 - 5群5枚。最短撮影距離1.5m。アタッチメントはφ49mmねじ込み。
- SMCペンタックスM150mmF3.5 - 5群5枚。最短撮影距離1.8m。アタッチメントはφ49mmねじ込み。
- SMCペンタックスM200mmF4 - 5群6枚。最短撮影距離2m。アタッチメントはφ52mmねじ込み。
- SMCペンタックスM★300mmF4（1983年3月発売） - 型式には表記されていないがEDレンズが使用されており7群8枚。最短撮影距離4m。アタッチメントはφ77mmねじ込み。
- SMCペンタックスM400mmF5.6 - 5群5枚。最短撮影距離4m。アタッチメントはφ77mmねじ込み。
- SMCペンタックスMレフレックス2000mmF13.5 - 4群6枚。最短撮影距離20m。フィルターはND3種等6種内蔵。
- SMCペンタックスMズーム24-35mmF3.5 - 9群9枚。最短撮影距離0.5m。アタッチメントはφ58mmねじ込み。
- SMCペンタックスMズーム24-50mmF4 - 10群12枚。最短撮影距離0.4m。アタッチメントはφ58mmねじ込み。
- SMCペンタックスMズーム28-50mmF3.5-4.5 - 10群10枚。最短撮影距離0.6m。アタッチメントはφ52mmねじ込み。
- SMCペンタックスMズーム35-70mmF2.8-3.5 - 7群7枚。最短撮影距離1m。アタッチメントはφ67mmねじ込み。
- SMCペンタックスMズーム40-80mmF2.8-4 - 7群7枚。最短撮影距離0.37m。アタッチメントはφ49mmねじ込み。
- SMCペンタックスMズーム45-125mmF4 - 11群14枚。最短撮影距離1.5m。アタッチメントはφ67mmねじ込み。
- SMCペンタックスMズーム75-150mmF4 - 9群12枚。最短撮影距離1.2m。アタッチメントはφ49mmねじ込み。
- SMCペンタックスMズーム80-200mmF4.5 - 9群12枚。最短撮影距離1.2m。アタッチメントはφ52mmねじ込み。

### AFシリーズ
ペンタックス初のオートフォーカスカメラペンタックスME Fにのみ採用されたKFマウントに対応するオートフォーカス機能対応レンズ。後に登場するFレンズ以降のものとは異なりレンズ側に駆動用モーターと電池ボックスを搭載する方式。肝心の実用面では合焦速度や携帯性などを含めまだまだ大きな課題が残されており、1種類のみの発売で終わった。
- SMCペンタックスAFズーム35-70mmF2.8 - 7群7枚。最短撮影距離1.2m。アタッチメントはφ58mmねじ込み。駆動用モーターに単4形乾電池を4本使用する。

### Aシリーズ
通称Aレンズ。新規のKAマウントに対応し、更に新コーティングを採用したレンズ群である。見た目上はK、Mレンズ群と類似するが、絞り機構の精度の向上のため絞り機構が大幅に見直されて新設計され、対応機種ならば絞り環に追加された「A」ポジションに設定するとレンズの絞り値をボディ側から制御でき、これによりシャッタースピード優先自動露出（Tvオート露出）やプログラム露出が可能になった。このシリーズよりプラスチック外装が標準となる。モノ・コーティング仕様で『SMC』の付かない廉価版や、『コスミカ』や『タクマー』ブランドで登場したもの、後述するFAシリーズのリリース後に、FAとほぼ同一のデザインを採用したレンズもある。
- SMCペンタックスAフィッシュアイ16mmF2.8 - 対角線魚眼。7群9枚。最短撮影距離0.2m。フィルター内蔵。

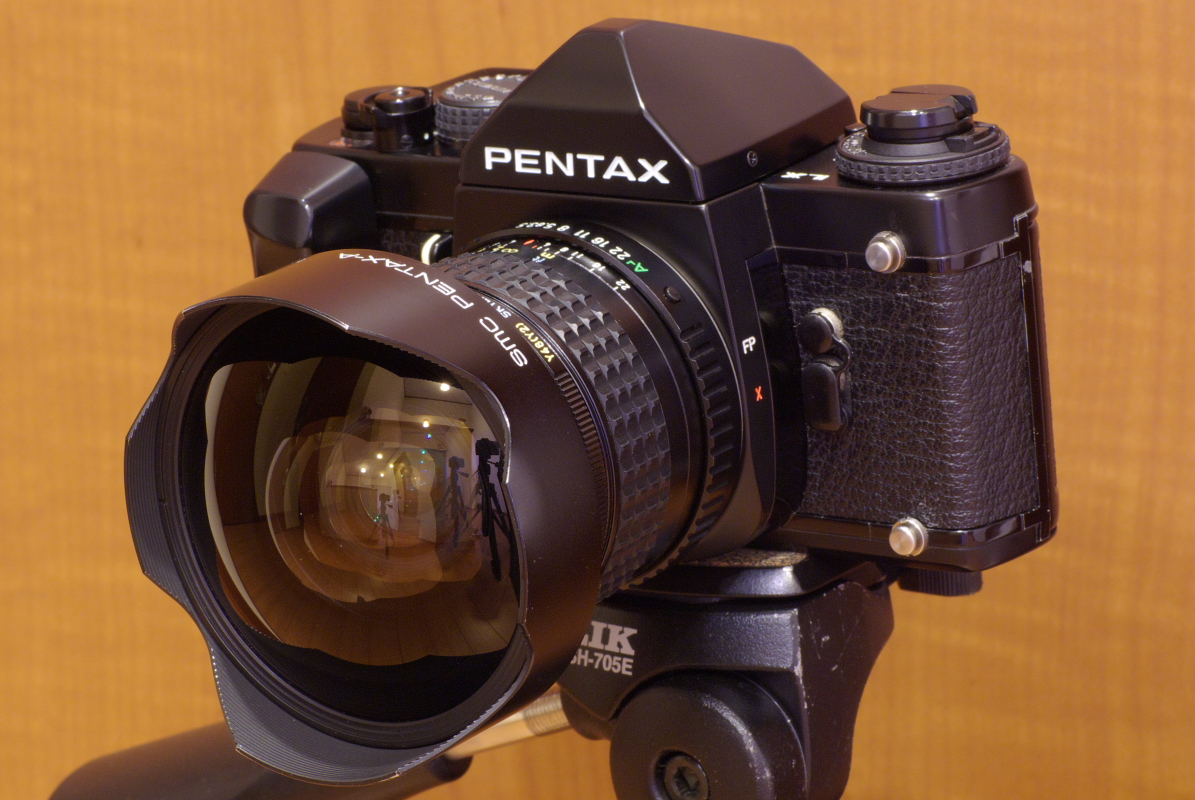
SMCペンタックスA15mmF3.5

- SMCペンタックスA15mmF3.5 - 12群13枚。最短撮影距離0.3m。フィルター4種内蔵。

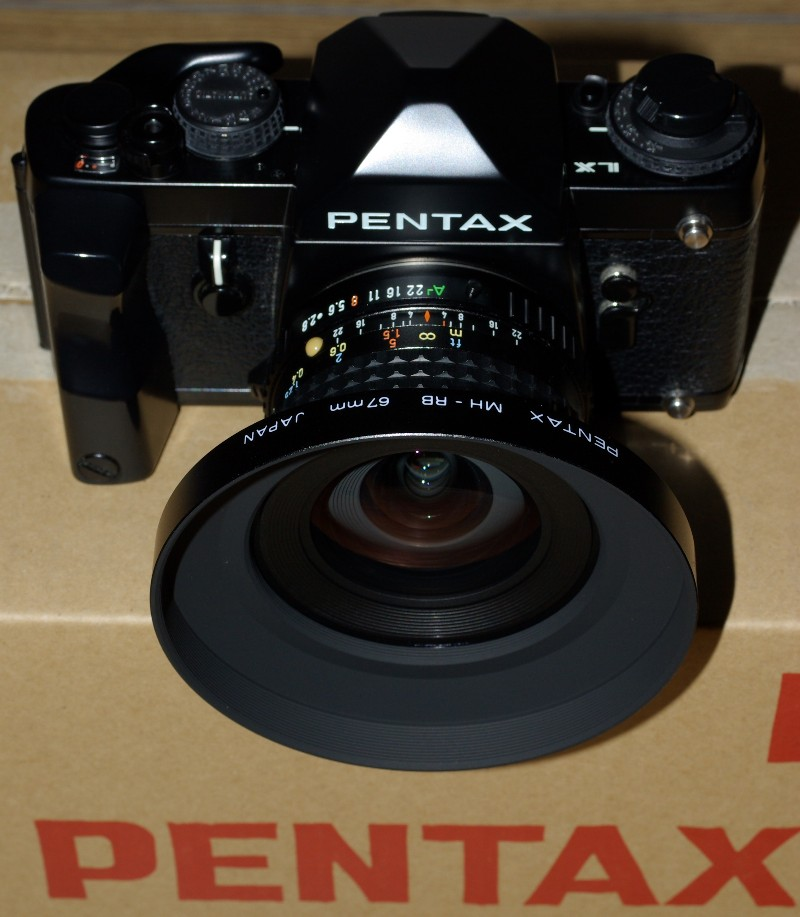
SMCペンタックスA20mmF2.8、フードMH-RB併用

- SMCペンタックスA20mmF2.8 - 9群10枚。最短撮影距離0.25m。アタッチメントはφ67mmねじ込み。
- SMCペンタックスA24mmF2.8 - 8群9枚。最短撮影距離0.25m。アタッチメントはφ52mmねじ込み。
- SMCペンタックスA28mmF2 - 7群8枚。最短撮影距離0.3m。アタッチメントはφ49mmねじ込み。
- SMCペンタックスA28mmF2.8 - 7群7枚。最短撮影距離0.3m。アタッチメントはφ49mmねじ込み。
- SMCペンタックスA35mmF2 - 7群7枚。最短撮影距離0.3m。アタッチメントはφ49mmねじ込み。
- SMCペンタックスA35mmF2.8 - 6群6枚。最短撮影距離0.3m。アタッチメントはφ49mmねじ込み。
- SMCペンタックスA50mmF1.2 - 6群7枚。最短撮影距離0.45m。アタッチメントはφ52mmねじ込み。
- SMCペンタックスA50mmF1.2スペシャル - LX2000とセット販売された限定品。光学系はA50mmF1.2と同一だが、外装はシルバー色、フォーカスリングはアルミ削り出しで作られている。6群7枚。最短撮影距離0.45m。アタッチメントはφ52mmねじ込み。
- SMCペンタックスA50mmF1.4 - 6群7枚。最短撮影距離0.45m。アタッチメントはφ49mmねじ込み。
- SMCペンタックスA50mmF1.7 - 5群6枚。最短撮影距離0.45m。アタッチメントはφ49mmねじ込み。
- SMCペンタックスA50mmF2 - 5群5枚。最短撮影距離0.45m。アタッチメントはφ49mmねじ込み。

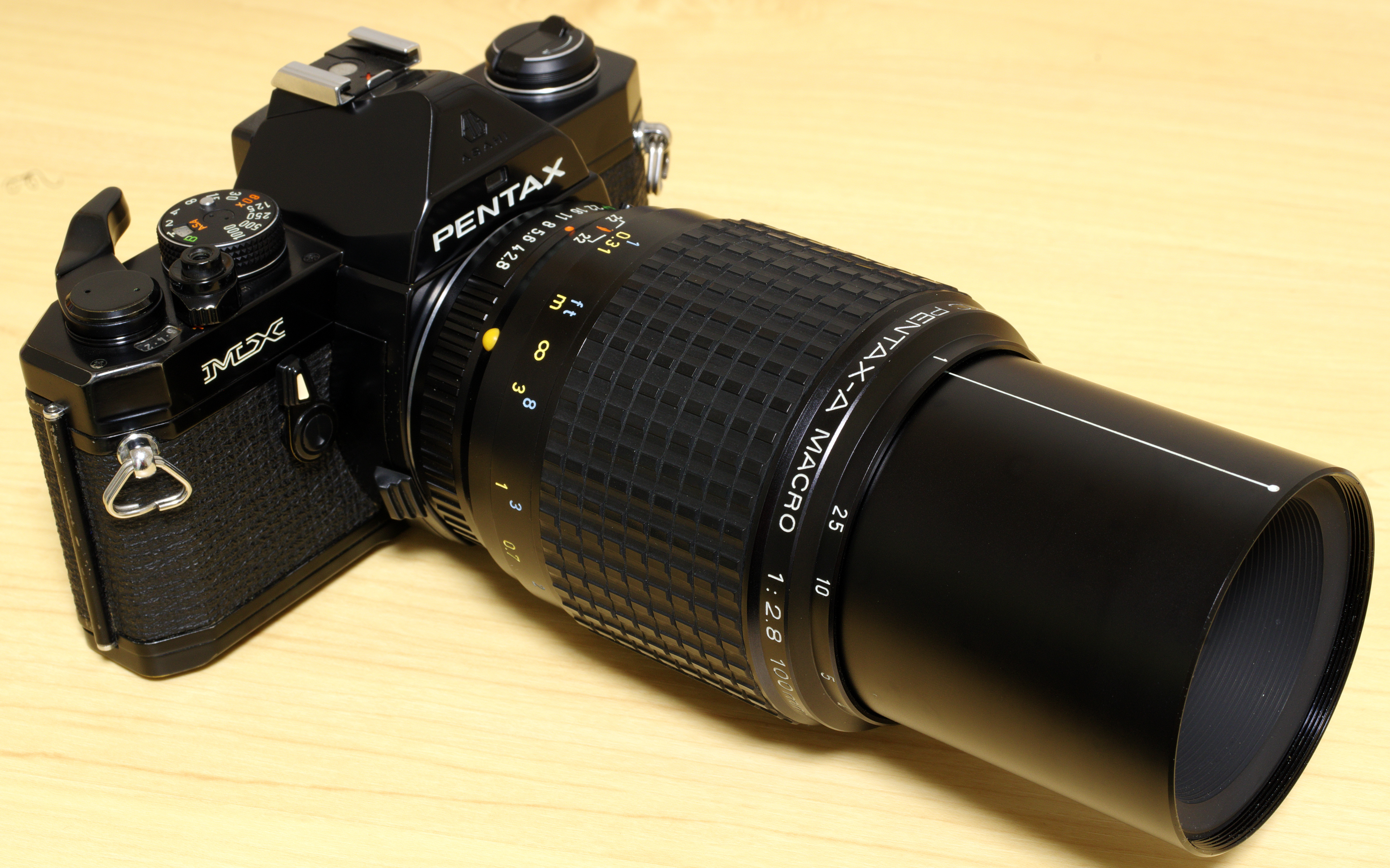
SMCペンタックスAマクロ 100mm F2.8

- SMCペンタックスAマクロ50mmF2.8 - 4群6枚。最短撮影距離0.24m。アタッチメントはφ49mmねじ込み。

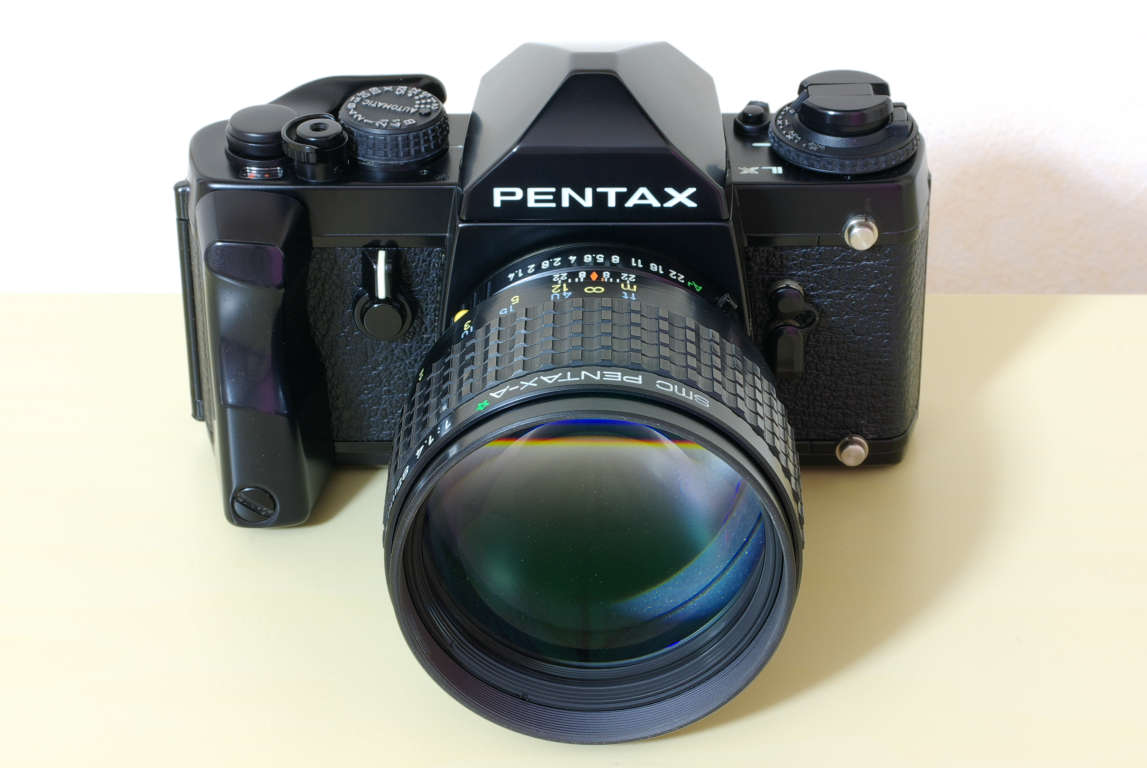
SMCペンタックスA^{★} 85mm F1.4

- SMCペンタックスA★85mmF1.4（1984年6月発売） - 6群7枚。最短撮影距離0.85m。アタッチメントはφ67mmねじ込み。希少。
- SMCペンタックスA100mmF2.8 - 5群5枚。最短撮影距離1m。アタッチメントはφ49mmねじ込み。

- SMCペンタックスAマクロ100mmF2.8 - 7群7枚。最短撮影距離0.31m。アタッチメントはφ58mmねじ込み。希少。
- SMCペンタックスAマクロ100mmF4 - 3群5枚。最短撮影距離0.45m。アタッチメントはφ49mmねじ込み。
- SMCペンタックスAデンタルマクロ100mmF4 - 3群5枚。最短撮影距離0.45m。アタッチメントはφ49mmねじ込み。
- SMCペンタックスA★135mmF1.8（1984年4月発売） - 6群7枚。最短撮影距離1.2m。アタッチメントはφ77mmねじ込み。希少。
- SMCペンタックスA135mmF2.8 - 4群4枚。最短撮影距離1.2m。アタッチメントはφ52mmねじ込み。
- SMCペンタックスA★200mmF2.8ED（1984年2月発売） - 6群6枚。最短撮影距離1.8m。アタッチメントはφ77mmねじ込み。
- SMCペンタックスA★マクロ200mmF4ED（1986年11月発売） - 9群10枚。最短撮影距離0.55m。アタッチメントはφ58mmねじ込み。希少。
- SMCペンタックスA200mmF4 - 6群6枚。最短撮影距離1.9m。アタッチメントはφ52mmねじ込み。
- SMCペンタックスA★300mmF2.8ED [IF]（1983年11月発売） - 受注生産品。8群8枚。最短撮影距離3m。アタッチメントはφ112ねじ込みまたはφ49mmねじ込み。
- SMCペンタックスA★300mmF4（1983年3月発売） - 7群8枚。最短撮影距離4m。アタッチメントはφ77mmねじ込み。
- SMCペンタックスA★400mmF2.8ED[IF]（1984年12月発売） - 受注生産品。8群8枚。最短撮影距離4m。アタッチメントはφ145ねじ込みまたはφ49ねじ込み。
- SMCペンタックスA400mmF5.6 - 6群7枚。最短撮影距離2.8m。アタッチメントはφ77mmねじ込み。
- SMCペンタックスA★600mmF5.6ED[IF]（1983年3月発売） - 受注生産品。6群8枚。最短撮影距離5.5m。アタッチメントはφ112ねじ込みまたはφ49mmねじ込み。
- SMCペンタックスA★1200mmF8ED[IF]（1985年6月発売） - 受注生産品。8群9枚。最短撮影距離8m。アタッチメントはφ150ねじ込みまたはφ49mmねじ込み。

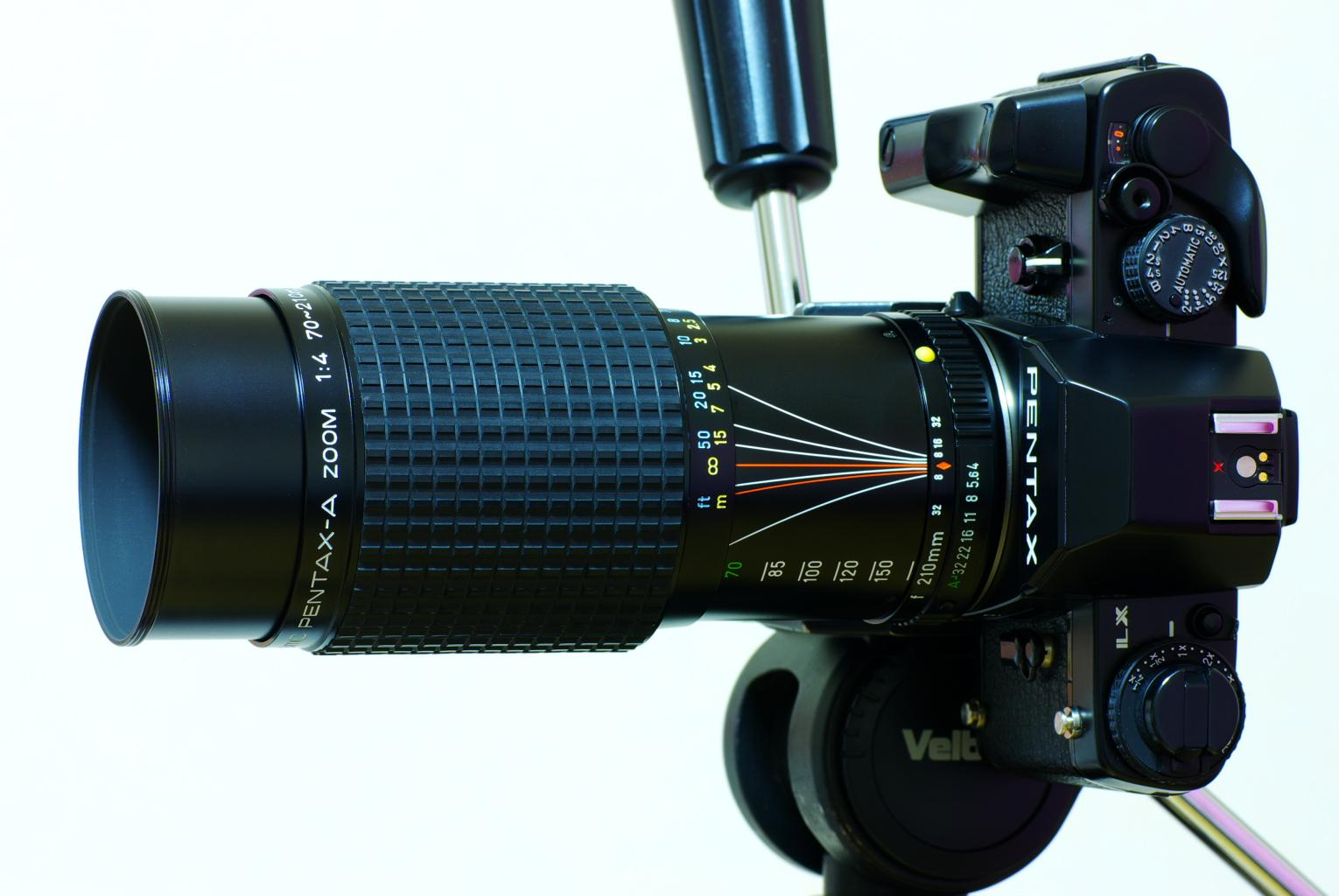
SMCペンタックスAズーム70-210mmF4

- SMCペンタックスAズーム24-50mmF4 - 10群11枚。最短撮影距離0.4m。アタッチメントはφ58mmねじ込み。
- SMCペンタックスAズーム28-80mmF3.5-4.5
- SMCペンタックスAズーム28-135mmF4 - 15群17枚。最短撮影距離0.4m。アタッチメントはφ77mmねじ込み。
- SMCペンタックスAズーム35-70mmF3.5-4.5
- SMCペンタックスAズーム35-70mmF4 - 7群7枚。最短撮影距離0.25m。アタッチメントはφ58mmねじ込み。
- SMCペンタックスAズーム35-80mmF4-5.6 - 外装はFAレンズに準ずる。
- SMCペンタックスAズーム35-105mmF3.5 - 13群15枚。最短撮影距離0.3m。アタッチメントはφ67mmねじ込み。
- SMCペンタックスAズーム35-135mmF3.5-4.5
- SMCペンタックスAズーム35-210mmF3.5-4.5

- SMCペンタックスAズーム70-210mmF4 - 10群13枚。最短撮影距離0.45m。アタッチメントはφ58mmねじ込み。
- SMCペンタックスAズーム80-200mmF4.7-5.6 - 外装はFAレンズに準ずる。
- リアコンバーターA 1.4×-S
- リアコンバーターA 2×-S
- リアコンバーターA 1.4×-L - 超望遠レンズ専用。
- リアコンバーターA 2×-L - 超望遠レンズ専用。

### Fシリーズ
通称Fレンズ。ペンタックス初のオートフォーカス式本格システムカメラであるSFシリーズボディーとともに登場。新たなオートフォーカス機能を実装したKAFマウントに対応した新時代のレンズ群である。レンズ側にROMチップを搭載し、電子接点とカプラーが追加された。外装デザインはSFシリーズ一眼レフカメラと共通の、従来のイメージを一新するものであったが、多くのレンズは従来のAレンズの光学設計を踏襲しコーティングを変更してFレンズ化したものであり、焦点距離のラインナップもほぼ同じであった。鏡胴の各数値を示す文字が彫り込み処理されていたり、それが派手な色分けをされていたり、フィンガーポイントが付いていた。モノ・コーティング仕様で『SMC』の付かない廉価版や、『コスミカ』や『タクマー』ブランドで登場したもの、後述するFAシリーズのリリース後に、FAとほぼ同一のデザインを採用したレンズもある。
- SMCペンタックスF28mmF2.8 - 7群7枚。最短撮影距離0.3m。アタッチメントはφ49mmねじ込み。
- SMCペンタックスF50mmF1.4 - 6群7枚。最短撮影距離0.45m。アタッチメントはφ49mmねじ込み。
- SMCペンタックスF50mmF1.7 - 5群6枚。最短撮影距離0.45m。アタッチメントはφ49mmねじ込み。
- SMCペンタックスFマクロ50mmF2.8 - 7群8枚。最短撮影距離0.195m。アタッチメントはφ52mmねじ込み。
- SMCペンタックスFソフト85mmF2.8 - ソフトレンズのため絞り環に「A」ポジションなし。
- SMCペンタックスFマクロ100mmF2.8 - 8群9枚。最短撮影距離0.306m。アタッチメントはφ58mmねじ込み。
- SMCペンタックスF135mmF2.8[IF] - 7群8枚。最短撮影距離0.7m。アタッチメントはφ52mmねじ込み。
- SMCペンタックスF★300mmF4.5ED[IF]（1987年3月発売） - 7群9枚。最短撮影距離2m。アタッチメントはφ67mmねじ込み。
- SMCペンタックスF★600mmF4ED[IF]（1988年3月発売） - 受注生産品。7群9枚。最短撮影距離5m。アタッチメントはφ150mmねじ込みまたはφ43mmねじ込み。
- SMCペンタックスFフィッシュアイズーム17-28mmF3.5-4.5 - 対角線魚眼ズーム。最短撮影距離0.45m。※FAレンズ時代の製品
- SMCペンタックスFズーム24-50mmF4 - 10群11枚。最短撮影距離0.4m。アタッチメントはφ58mmねじ込み。
- SMCペンタックスFズーム28-80mmF3.5-4.5 - 9群12枚。最短撮影距離0.4m。アタッチメントはφ58mmねじ込み。
- SMCペンタックスFズーム35-70mmF3.5-4.5 - 8群8枚。最短撮影距離0.32m。アタッチメントはφ49mmねじ込み。
- SMCペンタックスFズーム35-80mmF4-5.6 - 6群7枚。最短撮影距離0.4m。アタッチメントはφ49mmねじ込み。※FAレンズ時代の製品
- SMCペンタックスFズーム35-105mmF4-5.6 - 12群14枚。最短撮影距離0.42m。アタッチメントはφ58mmねじ込み。
- SMCペンタックスFズーム35-135mmF4-5.6 - 12群16枚。最短撮影距離0.75m。アタッチメントはφ58mmねじ込み。
- SMCペンタックスFズーム70-210mmF4-5.6 - 9群13枚。最短撮影距離1.1m。アタッチメントはφ49mmねじ込み。
- SMCペンタックスFズーム80-200mmF4.7-5.6 - 7群11枚。最短撮影距離1.1m。アタッチメントはφ49mmねじ込み。※FAレンズ時代の製品
- SMCペンタックスFズーム100-300mmF4.5-5.6 - 8群12枚。最短撮影距離1.5m。アタッチメントはφ58mmねじ込み。※FAレンズ時代の製品
- SMCペンタックスF★ズーム250-600mmF5.6ED[IF]（1988年3月発売） - 受注生産品。16群18枚。最短撮影距離3.5m。アタッチメントはφ112mmねじ込みまたはφ43mmねじ込み。

- SMCペンタックスF AFアダプター 1.7× - アダプター内のレンズを駆動することで、マニュアルフォーカスレンズをオートフォーカス化する。原則として開放F値がF2.8以上の明るいレンズで使用可能。焦点距離は1.7倍になる。

### FAシリーズ
通称FAレンズ。Zシリーズの登場に合わせ、従来のFレンズをよりオートフォーカス仕様に最適化したデザインに変更し、更なる機能拡張をしたレンズ群である。新たにレンズ内蔵ROMチップにレンズのMTF値データなどが追加された。またZシリーズより採用された、新マウントであるKAF2マウントで追加されたパワーズームを始めとする各種ズーム補助機能に一部のズームレンズが対応した。かなりのロングセールスになり、時期によってデザインが大きく異なるのも特徴である。初期のFAレンズは大型のボディであるZシリーズにあわせて光学性能を最重視し大型鏡胴のものが多く、また鏡筒が金属製の機種も存在した。しかし、小型軽量ボディであるMZシリーズが主流となるとそれにあわせてレンズも小型軽量化され、花形バヨネットフードの採用やオートフォーカス機能の高速化などに重点が置かれるようになった。型番にALが入っているレンズは、ハイブリッド非球面レンズを使用していることを示す。

#### KAFマウント
- SMCペンタックスFA20mmF2.8 - 9群10枚。最短撮影距離0.25m。アタッチメントはφ67mmねじ込み。

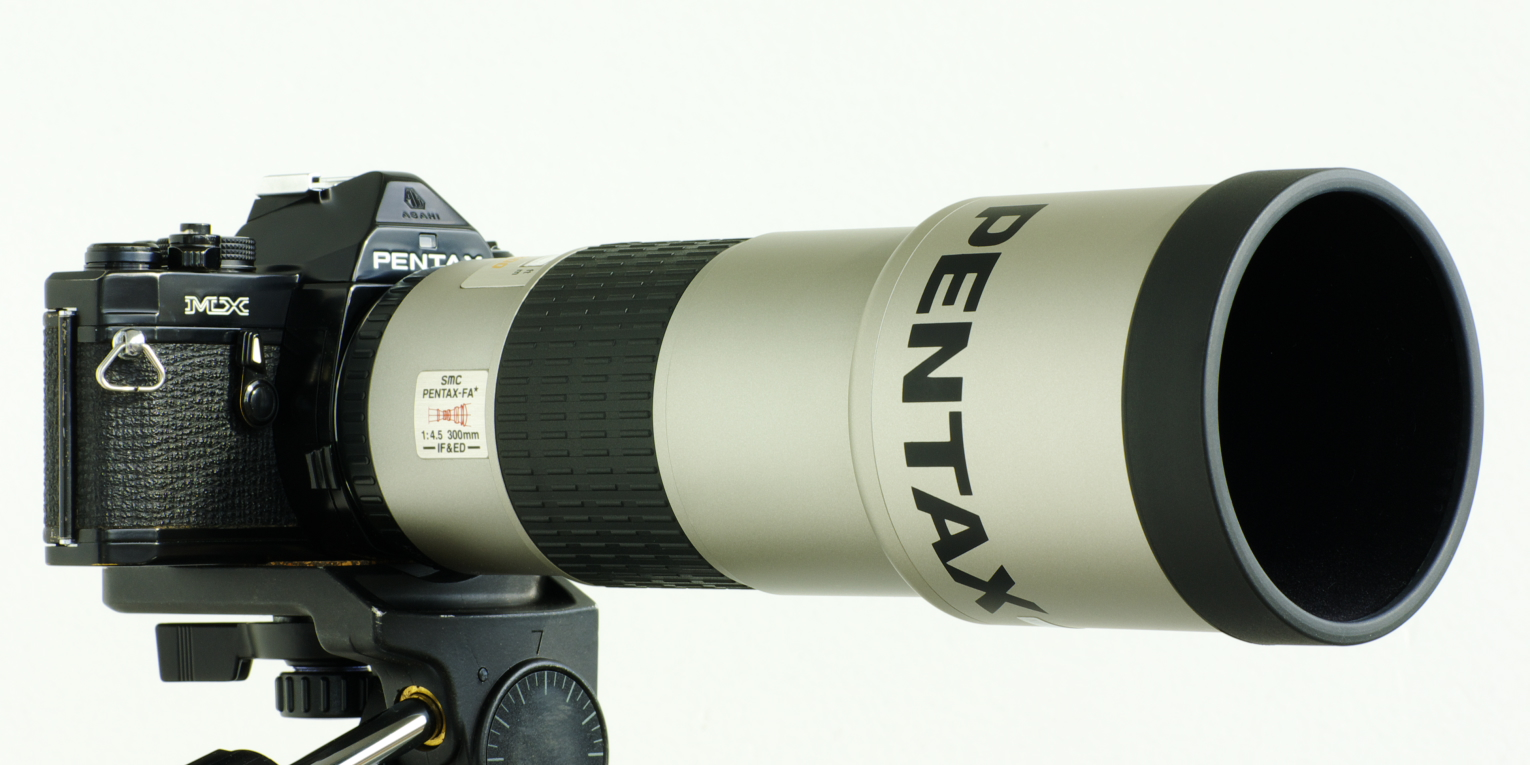
smc PENTAX-FA^{★} 1:4.5 300mm IF & ED

- SMCペンタックスFA★24mmF2AL[IF]（1991年6月発売） - 9群11枚。最短撮影距離0.3m。アタッチメントはφ67mmねじ込み。
- SMCペンタックスFA28mmF2.8AL - 5群5枚。最短撮影距離0.3m。アタッチメントはφ49mmねじ込み。
- SMCペンタックスFAソフト28mmF2.8 - 5群5枚。最短撮影距離0.25m。アタッチメントはφ49mmねじ込み。ソフトレンズのため絞り環に「A」ポジションなし。
- SMCペンタックスFA31mmF1.8ALリミテッド - 7群9枚。最短撮影距離0.3m。アタッチメントはφ58mmねじ込み。
- HDペンタックスFA31mmF1.8リミテッド（2021年4月発売） - 7群9枚。最短撮影距離0.3m。アタッチメントはφ58mmねじ込み。
- SMCペンタックスFA35mmF2AL - 5群6枚。最短撮影距離0.3m。アタッチメントはφ49mmねじ込み。
- HDペンタックスFA35mmF2（2019年2月発売[14]） - 5群6枚。最短撮影距離0.3m。アタッチメントはφ49mmねじ込み。
- SMCペンタックスFA43mmF1.9リミテッド - 6群7枚。最短撮影距離0.45m。アタッチメントはφ49mmねじ込み。
- HDペンタックスFA43mmF1.9リミテッド（2021年4月発売） - 6群7枚。最短撮影距離0.45m。アタッチメントはφ49mmねじ込み。
- SMCペンタックスFA50mmF1.4 - 6群7枚。最短撮影距離0.45m。アタッチメントはφ49mmねじ込み。
- SMCペンタックスFA50mmF1.4クラシック（2023年6月発売） - 6群7枚。最短撮影距離0.45m。アタッチメントはφ49mmねじ込み。SPコーティング。減光フィルターLF-ND16を同梱。
- HDペンタックスFA50mmF1.4（2023年6月発売） - 6群7枚。最短撮影距離0.45m。アタッチメントはφ49mmねじ込み。
- SMCペンタックスFA50mmF1.7 - 5群6枚。最短撮影距離0.45m。アタッチメントはφ49mmねじ込み。
- SMCペンタックスFAマクロ50mmF2.8 - 7群8枚。最短撮影距離0.195m。アタッチメントはφ52mmねじ込み。
- SMCペンタックスFA77mmF1.8リミテッド - 6群7枚。最短撮影距離0.7m。アタッチメントはφ49mmねじ込み。
- HDペンタックスFA77mmF1.8リミテッド（2021年4月発売） - 6群7枚。最短撮影距離0.7m。アタッチメントはφ49mmねじ込み。
- SMCペンタックスFA★85mmF1.4ED[IF]（1992年7月発売） - 7群8枚。最短撮影距離0.85m。アタッチメントはφ67mmねじ込み。
- SMCペンタックスFAソフト85mmF2.8 - 4群5枚。最短撮影距離0.5m。アタッチメントはφ52mmねじ込み。ソフトレンズのため絞り環に「A」ポジションなし。
- SMCペンタックスFAマクロ100mmF2.8 - 8群9枚。最短撮影距離0.306m。アタッチメントはφ58mmねじ込み。
- SMCペンタックスFAマクロ100mmF3.5 - 4群5枚。最短撮影距離0.43m。アタッチメントはφ49mmねじ込み。コシナのOEM。
- SMCペンタックスFA135mmF2.8[IF] - 7群8枚。最短撮影距離0.7m。アタッチメントはφ52mmねじ込み。
- SMCペンタックスFA★200mmF2.8ED[IF]（1992年7月発売） - 8群9枚。最短撮影距離1.2m。アタッチメントはφ77mmねじ込み。
- SMCペンタックスFA★マクロ200mmF4ED[IF]（2000年9月発売） - 9群10枚。最短撮影距離0.55m。アタッチメントはφ58mmねじ込み。
- SMCペンタックスFA★300mmF2.8ED[IF]（1994年3月発売） - EDレンズ2枚を含む7群10枚。最短撮影距離2m。アタッチメントはφ112ねじ込みまたはφ43mmねじ込み。

- SMCペンタックスFA★300mmF4.5ED[IF]（1991年6月発売） - 7群9枚。最短撮影距離2m。アタッチメントはφ67mmねじ込み。絞り羽根8枚。
- SMCペンタックスFA★400mmF5.6ED[IF]（1997年4月発売） - 8群9枚。最短撮影距離2m。アタッチメントはφ77mmねじ込み。
- SMCペンタックスFA★600mmF4ED[IF]（1991年6月発売） - 受注生産品。EDレンズ2枚を含む7群9枚。最短撮影距離5m。アタッチメントはφ150mmねじ込みまたはφ43mmねじ込み。
- SMCペンタックスFAズーム20-35mmF4AL - 8群10枚。最短撮影距離0.3m。アタッチメントはφ58mmねじ込み。
- SMCペンタックスFAズーム24-90mmF3.5-4.5AL - 11群13枚。最短撮影距離0.5m。アタッチメントはφ67mmねじ込み。
- SMCペンタックスFAズーム28-70mmF4AL - 7群9枚。最短撮影距離0.4m。アタッチメントはφ52mmねじ込み。
- SMCペンタックスFAズーム28-80mmF3.5-5.6 - 8群8枚。最短撮影距離0.5m。アタッチメントはφ58mmねじ込み。
- SMCペンタックスFAズーム28-80mmF3.5-5.6AL - タムロンのOEM。
- SMCペンタックスFAズーム28-90mmF3.5-5.6 - 8群10枚。最短撮影距離0.4m。アタッチメントはφ58mmねじ込み。
- SMCペンタックスFAズーム28-105mmF4-5.6[IF] - 12群15枚。最短撮影距離0.5m。アタッチメントはφ62mmねじ込み。タムロンのOEM。
- SMCペンタックスFAズーム28-105mmF3.2-4.5AL - 8群10枚。最短撮影距離0.5m。アタッチメントはφ58mmねじ込み。
- SMCペンタックスFAズーム28-200mmF3.8-5.6AL[IF] - 14群16枚。最短撮影距離0.52m。アタッチメントはφ72mmねじ込み。タムロンのOEM。
- SMCペンタックスFAズーム35-80mmF4-5.6 - 6群7枚。最短撮影距離0.4m。アタッチメントはφ49mmねじ込み。
- SMCペンタックスFAズーム80-200mmF4.7-5.6 - 7群11枚。最短撮影距離1.1m。アタッチメントはφ49mmねじ込み。
- SMCペンタックスFAズーム80-320mmF4.5-5.6 - 10群13枚。最短撮影距離1.5m。アタッチメントはφ58mmねじ込み。
- SMCペンタックスFAズーム100-300mmF4.7-5.8 - 9群11枚。最短撮影距離1.5m。アタッチメントはφ58mmねじ込み。

#### KAF2マウント[13]
- SMCペンタックスFA★ズーム28-70mmF2.8AL（1994年3月発売） - 11群14枚。最短撮影距離0.43m。アタッチメントはφ67mmねじ込み。
- SMCペンタックスFAズーム28-80mmF3.5-4.7 - 8群8枚。最短撮影距離0.4m。アタッチメントはφ58mmねじ込み。
- SMCペンタックスFAズーム28-105mmF4-5.6 - 11群13枚。最短撮影距離0.43m。アタッチメントはφ58mmねじ込み。
- SMCペンタックスFAズーム70-200mmF4-5.6 - 8群10枚。最短撮影距離1.1m。アタッチメントはφ49mmねじ込み。
- SMCペンタックスFA★ズーム80-200mmF2.8ED[IF]（1994年4月発売） 4枚のEDレンズを含む13群16枚。最短撮影距離1.4m。φ77mmねじ込み。
- SMCペンタックスFAズーム100-300mmF4.5-5.6 - 8群12枚。最短撮影距離1.5m。アタッチメントはφ58mmねじ込み。
- SMCペンタックスFA★ズーム250-600mmF5.6ED[IF]（1991年6月発売） - 受注生産品。16群18枚。最短撮影距離3.5m。アタッチメントはφ112mmねじ込みまたはφ43mmねじ込み。

### FA Jシリーズ
通称FA Jレンズ。ペンタックス*istとともに登場した。絞り環の省略、プラスチックマウントの採用、樹脂非球面レンズの採用など、コストダウンと更なる小型軽量化を図った新時代のオートフォーカスレンズ。単焦点レンズは存在せず、安価なズームレンズばかりのラインナップだった。KAマウント実装機種はボディ側による絞り制御が可能であるのにも関わらずボディ側で絞り値を直接制御できる機種が少なかったため、フルスペックで使用できるボディが限定されてしまった。
- SMCペンタックスFA Jズーム18-35mmF4-5.6AL - 10群12枚。最短撮影距離0.28m。アタッチメントはφ67mmねじ込み。
- SMCペンタックスFA Jズーム28-80mmF3.5-5.6AL - 8群8枚。最短撮影距離0.4m。アタッチメントはφ58mmねじ込み。
- SMCペンタックスFA Jズーム75-300mmF4.5-5.8AL - 10群12枚。最短撮影距離1.3m。アタッチメントはφ58mmねじ込み。

### DAシリーズ
通称DAレンズ。*istDシリーズに搭載されている撮像素子専用に最適化した光学設計とコーティングが施されたペンタックス初のKマウント・デジタル一眼レフカメラ専用レンズである。外装デザインはFA Jレンズを踏襲し、絞り環の省略も継承されている。24×36mm（ライカ）判のフィルムカメラにはイメージサークルの違いや絞り機能の問題から使用不可とメーカーはアナウンスしている。オートフォーカスモードのままピントリングのマニュアル操作が出来るクイックシフト・フォーカス・システム(Quick-shift Focus System (QFS))がほとんどのレンズに搭載されている。また、レンズ第一面に汚れが付きにくく落としやすくしたSP(Super Protect)コーティングが数多くのレンズに採用されている他、一部の高級レンズには、レンズの反射光を低減し、光の透過性をより高めたエアロ・ブライト・コーティングやHD(High Definition)コーティング等の技術が採用されている。★レンズあるいは型番に「AW」が入ったレンズは防塵防滴構造を、型番に「WR」が入ったレンズは簡易防滴構造をそれぞれ採用している。
オートフォーカス機能の対応については、既発売のKマウントデジタル一眼全ボディにオートフォーカス対応するボディ内モーター方式のKAFマウント、レンズ内にオートフォーカス駆動モーターを内蔵したKAF2マウントとKAF3マウント、及びレンズ内モーター方式で絞り駆動機構を電磁式にしたKAF4マウントがある。

#### KAFマウント
- SMCペンタックスDA14mmF2.8ED[IF]
- SMCペンタックスDA15mmF4ED AL リミテッド
- HDペンタックスDA15mmF4ED AL リミテッド
- SMCペンタックスDA21mmF3.2 AL リミテッド
- HDペンタックスDA21mmF3.2 AL リミテッド
- SMCペンタックスDA35mmF2.4AL - QFSなし。プラスチックマウント。外装はブラック仕様の他、受注サービスで11色が用意されていた[20]。
- SMCペンタックスDA35mmF2.8マクロリミテッド
- HDペンタックスDA35mmF2.8マクロリミテッド
- SMCペンタックスDA40mmF2.8リミテッド
- SMCペンタックスDA40mmF2.8 XS - 外観に「K-01」と同じマーク・ニューソン氏によるオリジナルデザインを採用。全長約9.2mmという世界最薄サイズを実現。QFSなし。
- HDペンタックスDA40mmF2.8リミテッド
- SMCペンタックスDA50mmF1.8 - QFSなし。プラスチックマウント。
- SMCペンタックスDA70mmF2.4リミテッド
- HDペンタックスDA70mmF2.4リミテッド
- SMCペンタックスDAフィッシュアイ10-17mmF3.5-4.5ED[IF] - 対角線魚眼ズーム。
- HDペンタックスDAフィッシュアイ 10-17mmF3.5-4.5ED
- SMCペンタックスDA12-24mmF4EDAL
- SMCペンタックスDA16-45mmF4EDAL
- SMCペンタックスDA18-55mmF3.5-5.6AL
- SMCペンタックスDA18-55mmF3.5-5.6AL II
- SMCペンタックスDA18-55mmF3.5-5.6AL WR
- SMCペンタックスDA L 18-55mm F3.5-5.6 AL [21]
- SMCペンタックスDA L 18-55mmF3.5-5.6 AL WR[21]
- SMCペンタックスDA18-250mmF3.5-6.3ED AL - QFSなし。タムロンのOEM
- SMCペンタックスDA50-200mmF4-5.6ED
- SMCペンタックスDA50-200mmF4-5.6ED WR
- SMCペンタックスDA L 50-200mmF4-5.6ED [21]
- SMCペンタックスDA L 50-200mmF4-5.6ED WR [21]
- SMCペンタックスDA55-300mmF4-5.8ED
- SMCペンタックスDA L55-300mmF4-5.8ED [21]
- HDペンタックスDA 55-300mmF4-5.8ED WR

#### KAF2マウント[17]
- SMCペンタックスDA★200mmF2.8ED[IF]SDM[22]（2008年2月7日発売）
- SMCペンタックスDA★300mmF4ED[IF]SDM[22]（2008年3月29日発売）
- SMCペンタックスDA★16-50mmF2.8EDAL[IF]SDM（2007年8月11日発売）
- SMCペンタックスDA★50-135mmF2.8ED[IF]SDM（2007年7月27日発売）
- SMCペンタックスDA★60-250mmF4ED[IF]SDM（2009年4月24日発売）
- HDペンタックスDA AFリアコンバーター 1.4× AW - リアコンバーターにモーターは内蔵されていないため、オートフォーカスの機能は、コンバーターの前後に装着するボディとレンズの組み合わせによる。

#### KAF3マウント[18]
- SMCペンタックスDA★55mmF1.4SDM（2009年2月20日発売）
- HDペンタックスDA 560mmF5.6 ED AW[22]
- HDペンタックスDA★11-18mmF2.8ED DC AW（2019年2月22日発売）
- HDペンタックスDA 16-85mmF3.5-5.6ED DC WR
- HDペンタックスDA 18-50mmF4-5.6 DC WR RE - パワーフォーカス採用[23]。プラスチックマウント。
- SMCペンタックスDA L 18-50mmF4-5.6 DC WR RE [21] - パワーフォーカス採用のため、DA LレンズだがQFSが可能。
- SMCペンタックスDA 17-70mmF4AL[IF]SDM
- SMCペンタックスDA 18-135mmF3.5-5.6 ED AL[IF]DC WR
- SMCペンタックスDA 18-270mmF3.5-6.3 ED SDM - QFSなし。- タムロンのOEM。
- HDペンタックスDA 20-40mmF2.8-4 ED リミテッド DC WR

#### KAF4マウント[19]
- HDペンタックスDA 55-300mmF4.5-6.3ED PLM WR RE - パワーフォーカス採用。
- HDペンタックスDA★16-50mmF2.8ED PLM AW（2021年8月27日発売）

### D FAシリーズ
通称D FAレンズ。24×36mm（ライカ）判のイメージサークルをカバーしながらデジタル一眼レフカメラに最適化された光学設計、コーティングを施された。DAレンズ同様、オートフォーカスモードのままピントリングのマニュアル操作が可能なクイックシフト・フォーカス・システムを採用している。フィルム一眼レフが併売されていた最初期に発売された2本のマクロレンズ以外は、絞り環が省略されている。

#### KAFマウント
- SMCペンタックスD FAマクロ 50mmF2.8（2004年10月発売） - 絞り環あり。
- SMCペンタックスD FAマクロ 100mmF2.8（2004年10月発売） - 絞り環あり。
- SMCペンタックスD FAマクロ 100mmF2.8 WR（2009年12月発売）

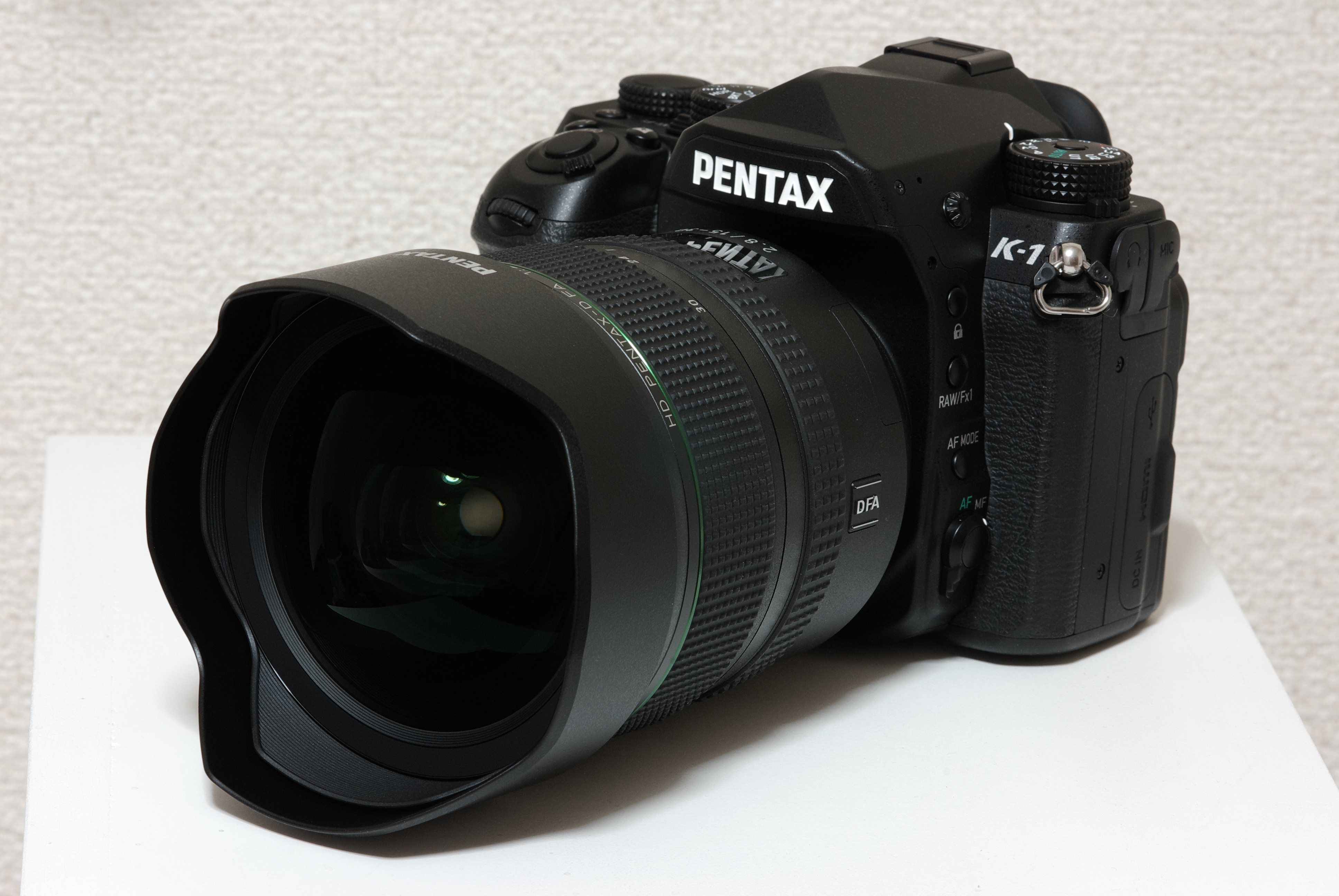
HD PENTAX-D FA 1:2.8 15-30mm ED SDM WR

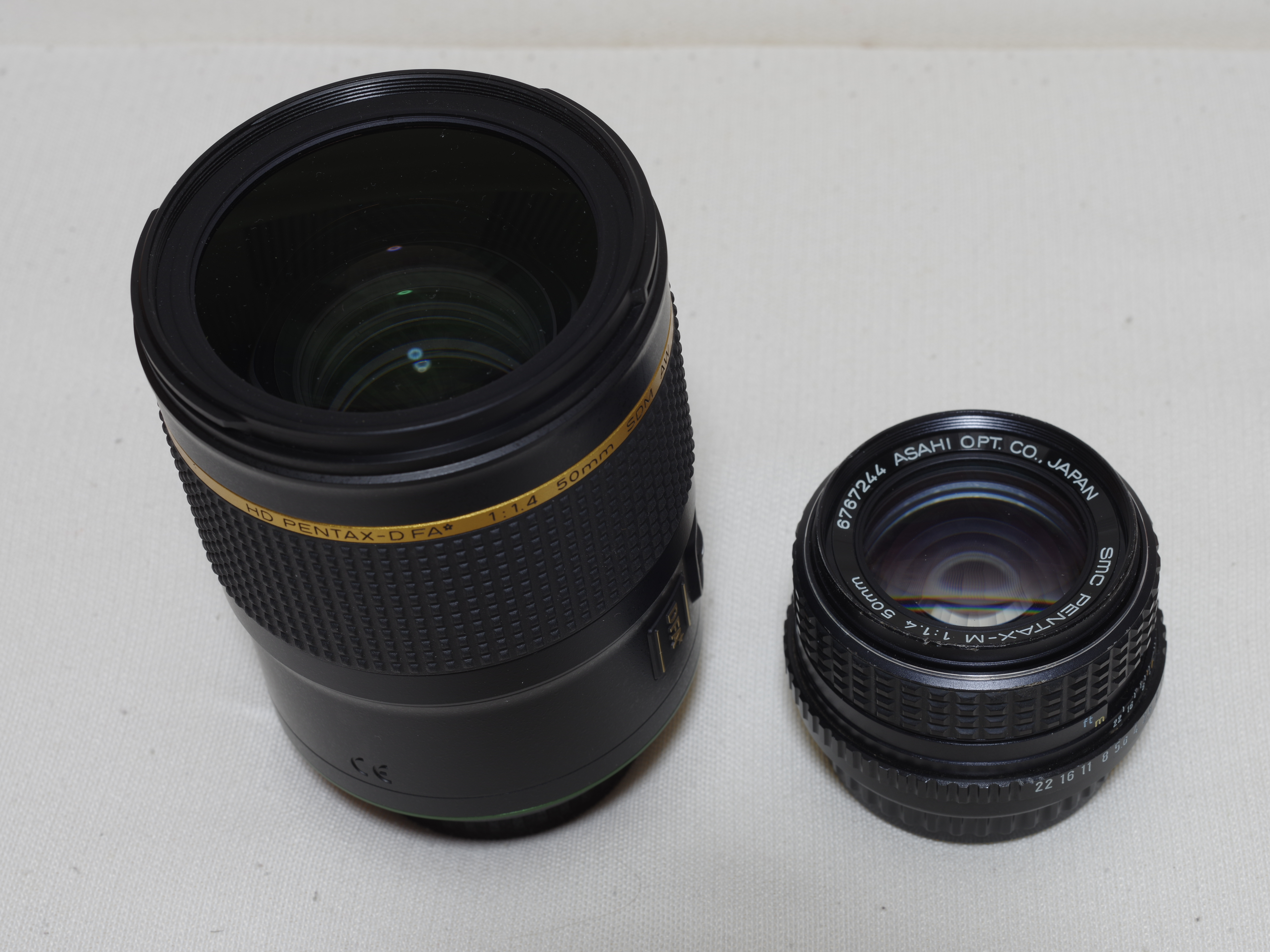
HDペンタックスD FA★ 50mmF1.4 SDM AW　と　smcペンタックスM 50mmF1.4

- HDペンタックスD FAマクロ 100mmF2.8ED AW（2022年11月発売） - 外装はブラック仕様の他、限定販売のシルバー仕様がある。

#### KAF3マウント[18]
- HDペンタックスD FA 15-30mmF2.8ED SDM WR - タムロンのOEM。
- HDペンタックスD FA 24-70mmF2.8ED SDM WR - タムロンのOEM。
- HDペンタックスD FA 28-105mmF3.5-5.6ED DC WR
- HDペンタックスD FA★ 70-200mmF2.8ED DC AW（2016年3月18日発売）
- HDペンタックスD FA 150-450mmF4.5-5.6ED DC AW

#### KAF4マウント[19]
- HDペンタックスD FA 21mmF2.4ED ED リミテッド DC WR（2021年11月12日発売）
- HDペンタックスD FA★ 50mmF1.4 SDM AW　と　smcペンタックスM 50mmF1.4HDペンタックスD FA★ 50mmF1.4 SDM AW（2018年7月20日発売）
- HDペンタックスD FA★ 85mmF1.4ED SDM AW（2020年6月26日発売）
- HDペンタックスD FA 70-210mm F4 ED SDM WR （2020年2月14日発売）- タムロンのOEM。

## ペンタックス67マウント用交換レンズ
ボディ側のマウント規格は、口径72.0mm、フランジバック84.95mm、主に広角～望遠レンズ用の内爪マウントと、超望遠レンズ用の外爪マウントのダブルバヨネット式になっている。アサヒペンタックス6×7と、その外観をマイナーチェンジしたペンタックス67、及び、絞り優先AEと多分割測光の機能が搭載されたペンタックス67IIで交換レンズが使用可能。初期のSMCタクマーレンズでも、67IIの多分割測光が機能する。

### タクマーシリーズ
最初に発売された時はカメラの名称は「アサヒペンタックス6×7」でありレンズ名称はタクマー、スーパータクマーであった。
- フィッシュアイタクマー35mmF4.5 - 対角線魚眼レンズ。7群11枚。フィルター4種内蔵[24]。
- スーパータクマー55mmF3.5 - 7群8枚。アタッチメントはφ100mmねじ込み[24]。
- スーパータクマー75mmF4.5 - 4群5枚。アタッチメントはφ82mmねじ込み[24]。
- スーパータクマー105mmF2.4 - 5群6枚。アタッチメントはφ67mmねじ込み[24]。
- スーパーマクロタクマー135mmF4 - 3群5枚。アタッチメントはφ67mmねじ込み[24]。
- スーパータクマー150mmF2.8 - 5群5枚。アタッチメントはφ67mmねじ込み[24]。
- スーパータクマー200mmF4 - 4群4枚。アタッチメントはφ67mmねじ込み[24]。
- スーパータクマー300mmF4 - 5群5枚。アタッチメントはφ82mmねじ込み[24]。
- タクマー400mmF4 - 5群5枚。アタッチメントはφ77mmねじ込み。外爪マウント。手動絞り[24]。
- タクマー600mmF4 - 5群6枚。最短撮影距離12m。アタッチメントはφ77mmねじ込み。外爪マウント。手動絞り[5]。
- タクマー800mmF8 - 6群6枚。最短撮影距離20m。アタッチメントはφ77mmねじ込み。外爪マウント。普通絞り[5]。
- レフレックスタクマー1000mmF7 - 反射望遠レンズ。4群7枚。最短撮影距離35m。アタッチメントはφ67mmねじ込み、フィルター4種内蔵。外爪マウント[24]。
- レフレックスタクマー1000mmF8 - 反射望遠レンズ。4群6枚。最短撮影距離35m。フィルター3種内蔵[5]。

### SMCタクマーシリーズ

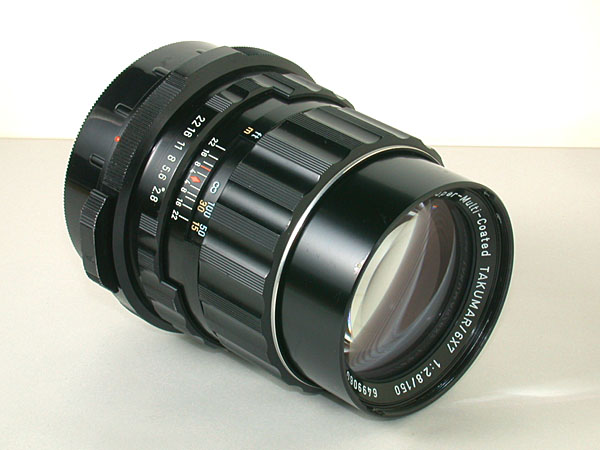
SMCタクマー6x7 150mmF2.8

マルチコートされたSMCタクマーに切り替えられた。原則ペンタックス銘に切り替えられてからも、そのままカタログに掲載されていたSMCタクマーレンズもある。
- SMCフィッシュアイタクマー35mmF4.5 - 対角線魚眼レンズ。7群11枚。最短撮影距離0.45m。フィルター4種内蔵[5]。
- SMCタクマー55mmF3.5 - 7群8枚。最短撮影距離0.45m。アタッチメントはφ100mmねじ込み[5]。
- SMCタクマー75mmF4.5 - 4群5枚。最短撮影距離0.7m。アタッチメントはφ82mmねじ込み[5]。
- SMCタクマー90mmF2.8 - 5群6枚。最短撮影距離0.85m。アタッチメントはφ67mmねじ込み[5]。
- SMCタクマー105mmF2.4 - 5群6枚。最短撮影距離1m。アタッチメントはφ67mmねじ込み[5]。
- SMCマクロタクマー135mmF4 - 3群5枚。最短撮影距離0.75m。アタッチメントはφ67mmねじ込み[5]。
- SMCタクマー150mmF2.8 - 5群5枚。最短撮影距離1.5m。アタッチメントはφ67mmねじ込み[5]。
- SMCタクマー200mmF4 - 4群4枚。最短撮影距離2.5m。アタッチメントはφ67mmねじ込み[5]。
- SMCタクマー300mmF4 - 5群5枚。最短撮影距離5m。アタッチメントはφ82mmねじ込み[5]。
- SMCタクマー400mmF4 - 5群5枚。最短撮影距離8m。アタッチメントはφ77mmねじ込み。外爪マウント。手動絞り[5]。
- SMCタクマー600mmF4 - 5群6枚。最短撮影距離12m。アタッチメントはφ77mmねじ込み。外爪マウント。手動絞り[25]。
- SMCタクマー800mmF8 - 6群6枚。最短撮影距離20m。アタッチメントはφ77mmねじ込み。外爪マウント。手動絞り[25]。
- SMCレフレックスタクマー1000mmF8 - 反射望遠レンズ。6群9枚。最短撮影距離35m。フィルター3種内蔵[25]。

### SMCペンタックス67シリーズ

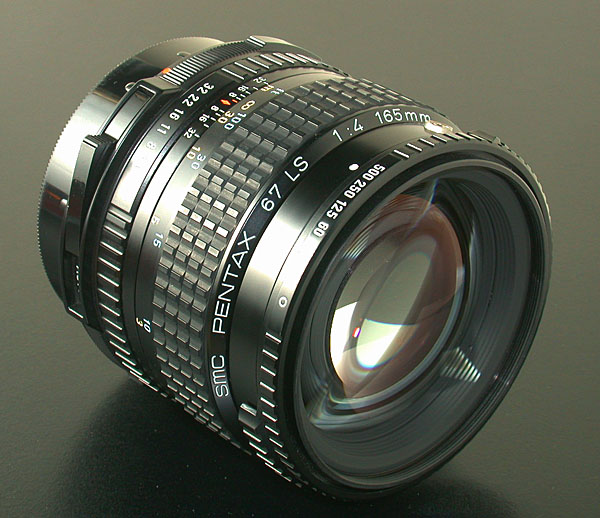
SMCペンタックス67LS 165mmF4

ペンタックス67以降に発売されたレンズ。同スペックのタクマーレンズで外観をマイナーチェンジしたものもあるが、光学系を新規設計したものが多い。
- SMCペンタックス67フィッシュアイ35mmF4.5 - 対角線魚眼レンズ。7群11枚。最短撮影距離0.45m。フィルター4種内蔵[25]。
- SMCペンタックス67 45mmF4 - 8群9枚。最短撮影距離0.37m。アタッチメントはφ82mmねじ込み[25]。
- SMCペンタックス67 55mmF4 - 7群8枚。最短撮影距離0.35m。アタッチメントはφ77mmねじ込み[25]。
- SMCペンタックス67 75mmF2.8AL - 4群5枚。最短撮影距離0.41m。アタッチメントはφ67mmねじ込み。
- SMCペンタックス67 75mmF4.5 - 4群5枚。最短撮影距離0.7m。アタッチメントはφ82mmねじ込み[25]。
- SMCペンタックス67シフト75mmF4.5 - 8群9枚。最短撮影距離0.7m。アタッチメントはφ82mmねじ込み[25]。
- SMCペンタックス67 90mmF2.8 - 5群7枚。最短撮影距離0.65m。アタッチメントはφ67mmねじ込み[25]。
- SMCペンタックス67マクロ100mmF4 - 4群6枚。最短撮影距離0.443m。アタッチメントはφ77mmねじ込み。
- SMCペンタックス67 105mmF2.4 - 5群6枚。最短撮影距離1m。アタッチメントはφ67mmねじ込み[25]。
- SMCペンタックス67ソフト120mmF3.5 - 3群4枚。最短撮影距離0.75m。アタッチメントはφ77mmねじ込み[25]。
- SMCペンタックス67マクロ135mmF4 - 3群5枚。最短撮影距離0.75m。アタッチメントはφ67mmねじ込み[25]。
- SMCペンタックス67 165mmF2.8 - 5群6枚。最短撮影距離1.6m。アタッチメントはφ67mmねじ込み[25]。
- SMCペンタックス67LS165mmF4 - レンズシャッター内蔵。4群5枚。最短撮影距離1.6m。アタッチメントはφ77mmねじ込み。
- SMCペンタックス67 200mmF4 - 4群5枚。最短撮影距離1.5m。アタッチメントはφ77mmねじ込み[25]。
- SMCペンタックス67 300mmF4 - 5群5枚。最短撮影距離5m。アタッチメントはφ82mmねじ込み[25]。
- SMCペンタックス67M★300mmF4ED[IF] - 9群9枚。最短撮影距離2m。アタッチメントはφ82mmねじ込み。
- SMCペンタックス67M★400mmF4ED[IF] - 9群9枚。最短撮影距離2.8m。アタッチメントはφ67mmねじ込み[25]。
- SMCペンタックス67 500mmF5.6 - 4群4枚。最短撮影距離8m。アタッチメントはφ95mmねじ込み[25]。
- SMCペンタックス67M★800mmF6.7ED[IF] - 8群9枚。最短撮影距離8m。アタッチメントはφ128mmねじ込みまたはφ67mmねじ込み[25]。
- SMCペンタックス67 55-100mmF4.5 - 9群11枚。最短撮影距離0.6m。アタッチメントはφ95mmねじ込み。
- SMCペンタックス67 90-180mmF5.6 - 10群10枚。最短撮影距離1.2m。アタッチメントはφ95mmねじ込み。

### イマゴン
- イマゴン200mmH5.8 - ローデンシュトック製の軟焦点レンズ。「67用イマゴン200ミリアダプター」を介して使用する。絞りは一般的なFストップでなくHストップ[25]。

## ペンタックス645マウント用交換レンズ
ボディ側のマウント規格は、口径72.0mm、フランジバック70.87mm。ペンタックス645、オートフォーカス対応のペンタックス645Nと、そのマイナーチェンジ版のペンタックス645NII、及び、中判デジタルのペンタックス645Dと645Zで使用可能な交換レンズが用意されている。

### A645シリーズ
ペンタックス645とともに登場。マウント内側にマルチモード用の接点が設けられており、シャッター優先AEやプログラムAEにも対応している。PORARIS（Pentax Optical Lens design Advanced Rapid Interactive System）というコンピュータレンズ設計技術が活用されている。
- SMCペンタックスA645 35mmF3.5 - 8群9枚。最短撮影距離0.3m。アタッチメントはφ77mmねじ込み[25]。
- SMCペンタックスA645 45mmF2.8 - 8群9枚。最短撮影距離0.45m。アタッチメントはφ67mmねじ込み[25]。
- SMCペンタックスA645 55mmF2.8 - 7群8枚。最短撮影距離0.45m。アタッチメントはφ58mmねじ込み[25]。
- SMCペンタックスA645 75mmF2.8 - 5群6枚。最短撮影距離0.6m。アタッチメントはφ58mmねじ込み[25]。
- SMCペンタックス645LS 75mmF2.8 - レンズシャッター内蔵[26]。5群6枚。最短撮影距離0.75m。アタッチメントはφ58mmねじ込み[25]。
- SMCペンタックスA645マクロ 120mmF4 - 7群9枚。最短撮影距離0.39m。アタッチメントはφ67mmねじ込み[25]。
- SMCペンタックス645LS 135mmF4 - レンズシャッター内蔵[26]。5群5枚。最短撮影距離1.25m。アタッチメントはφ58mmねじ込み[25]。
- SMCペンタックスA645 150mmF3.5 - 4群4枚。最短撮影距離1.4m。アタッチメントはφ58mmねじ込み[25]。
- SMCペンタックスA645 200mmF4 - 4群4枚。最短撮影距離2m。アタッチメントはφ58mmねじ込み[25]。
- SMCペンタックスA★645 300mmF4ED[IF]（1984年発売） - 8群8枚。最短撮影距離3m。アタッチメントはφ77mmねじ込み[25]。
- SMCペンタックスA★645 600mmF5.6ED[IF]（1984年発売） - 受注生産品。11群12枚。最短撮影距離5m。後部フィルターφ49mmねじ込み[25]。
- SMCペンタックスA645ズーム45-85mmF4.5 - 9群11枚。最短撮影距離0.5m。アタッチメントはφ77mmねじ込み。
- SMCペンタックスA645ズーム80-160mmF4.5 - 11群11枚。最短撮影距離1m。アタッチメントはφ77mmねじ込み[25]。
- リアコンバーターA645 1.4× - 4群5枚[25]。レンズには「FOR 1:4 300mm ED(IF)」と記されているが、その他一部のレンズでも使用できる。
- リアコンバーターA645 2× - 4群6枚[25]。

### FA645シリーズ
645Nと645NIIのボディ内モーターオートフォーカスに対応したレンズ。645にもマニュアルフォーカスレンズとして使用できる。
- SMCペンタックスFA645 35mmF3.5AL[IF]（2001年発売）
- SMCペンタックスFA645 45mmF2.8（1997年発売） - 8群9枚。最短撮影距離0.45m。アタッチメントはφ67mmねじ込み。
- SMCペンタックスFA645 75mmF2.8（1997年発売） - 5群6枚。最短撮影距離0.6m。アタッチメントはφ58mmねじ込み。
- SMCペンタックスFA645 150mmF2.8[IF]
- SMCペンタックスFA645 200mmF4[IF]
- SMCペンタックスFA★645 300mmF4ED[IF]（1997年発売） - 8群8枚。最短撮影距離3m。アタッチメントはφ77mmねじ込み。
- SMCペンタックスFA645 300mmF5.6AL[IF]（2001年発売）
- SMCペンタックスFA645 400mmF5.6ED[IF]（1997年発売） - 6群7枚。最短撮影距離3m。アタッチメントはφ77mmねじ込み。
- SMCペンタックスFA645ズーム 33-55mmF4.5AL
- SMCペンタックスFA645ズーム 45-85mmF4.5（1997年発売） - 9群11枚。最短撮影距離0.5m。アタッチメントはφ77mmねじ込み。
- SMCペンタックスFA645ズーム 55-110mmF5.6
- SMCペンタックスFA645ズーム 80-160mmF4.5
- SMCペンタックスFA645ズーム 150-300mmF5.6ED[IF]（2003年発売）
- SMCペンタックスFA645マクロ 120mmF4

### D FA645シリーズ
光学系を中判デジタルに最適化したレンズ。645AF2マウントのレンズでは、絞り環が省略されている。

#### 645AFマウント
- HDペンタックスD FA645 35mm F3.5 AL[IF] - 7群10枚。最短撮影距離は0.3m。アタッチメントはφ82mmねじ込み。絞り環あり。

#### 645AF2マウント
- SMCペンタックスD FA645 25mmF4AL[IF]SDM AW - 8群12枚。最短撮影距離0.4m。フィルター取り付け枠を内蔵。
- SMCペンタックスD FA645 55mmF2.8AL[IF]SDM AW - 7群9枚。最短撮影距離0.5m。アタッチメントはφ67mmねじ込み。
- HDペンタックスD FA645マクロ  90mm F2.8 ED AW SR - 9群11枚。最短撮影距離0.413m。アタッチメントはφ67mmねじ込み。ペンタックス初となるレンズ内手ブレ補正機構搭載。 1/2倍まで接写可能。DCモーター搭載。

### DA645シリーズ
イメージサークルを645Dと645Zの撮像素子に最適化したレンズ。絞り環は省略されている。645シリーズのフィルムカメラでは実質使用不可。
- SMCペンタックスDA645 25mmF4AL[IF]SDM AW - 8群12枚。最短撮影距離0.4m。フィルター取り付け枠を内蔵。日本未発売。
- HDペンタックスDA645ズーム 28-45mm F4.5 ED AW SR - 12群17枚。最短撮影距離0.4m。アタッチメントはφ82mmねじ込み。DCモーター搭載。レンズ内手ブレ補正機構搭載。

## ペンタックスQマウント用交換レンズ
2011年6月に発表された「Qマウント」は、ペンタックスのデジタル一眼カメラ（ミラーレス一眼カメラ）「PENTAX Q」に合わせて作られた。

### 高性能レンズシリーズ
高画質を追求した交換レンズ。メカシャッター、自動絞り、オートフォーカス機構、NDフィルターを全てのレンズ内に持つ。
- PENTAX-01 STANDARD PRIME - 実焦点距離8.5mm。開放絞りF1.9。5群8枚。最短撮影距離0.2m。アタッチメントはφ40.5mm。
- PENTAX-02 STANDARD ZOOM - 実焦点距離5-15mm。開放絞りF2.8-4.5。7群8枚。最短撮影距離0.3m。アタッチメントはφ40.5mm。日本電産コパルのOEM。
- PENTAX-06 TELEPHOTO ZOOM - 実焦点距離15-45mm。開放絞りF2.8。10群14枚。最短撮影距離1m。アタッチメントはφ40.5mm。日本電産コパルのOEM。
- PENTAX-08 WIDE ZOOM - 実焦点距離3.8-5.9mm。開放絞りF3.7-4。8群10枚。最短撮影距離約0.25m。アタッチメントはφ49mm。日本電産コパルのOEM。

### ユニークレンズシリーズ
小型軽量・リーズナブルな交換レンズ。 マニュアルフォーカス・レンズシャッターなし・絞り固定。
- PENTAX-03 FISH EYE - 実焦点距離3.2mm。絞りF5.6固定式。5群6枚。最短撮影距離0.09m。対角線魚眼。日本電産コパルのOEM。
- PENTAX-04 TOY LENS WIDE - 実焦点距離6.3mm。絞りF7.1固定式。3群4枚。最短撮影距離0.07m。日本電産コパルのOEM。
- PENTAX-05 TOY LENS TELE PHOTO - 実焦点距離18mm。絞りF8固定式。3群3枚。最短撮影距離0.27m。日本電産コパルのOEM。
- PENTAX-07 MOUNT SHIELD LENS - 実焦点距離11.5mm。絞りF9固定式。1群1枚。固定焦点。撮影距離の目安は約0.3m～約2.0m。

## ペンタックス110用交換レンズ
オート110の絞り機構はカメラ本体側にあり、レンズ側にはない。絞り値はすべてF2.8で統一されている。レンズはすべて単層コーティングであり、マルチコートを示す「SMC」の文字は入っていない。
- ペンタックス110 18mmF2.8 - 6群6枚。最短撮影距離0.25m。アタッチメントはφ30.5mmねじ込み[30]。
- ペンタックス110PF18mmF2.8 - パンフォーカスレンズ。6群6枚。アタッチメントはφ30.5mmねじ込み[30]。
- ペンタックス110 24mmF2.8 - 5群6枚。最短撮影距離0.35m。アタッチメントはφ25.5mmねじ込み[30]。
- ペンタックス110 50mmF2.8 - 5群5枚。最短撮影距離0.9m。アタッチメントはφ37.5mmねじ込み[30]。
- ペンタックス110 70mmF2.8 - 5群6枚。最短撮影距離1.5m。アタッチメントはφ49mmねじ込み[30]。金属鏡胴。
- ペンタックス110ズーム20-40mmF2.8 - 8群8枚。最短撮影距離0.7m。アタッチメントはφ49mmねじ込み。ズームは直進式[30]。金属鏡胴。

## ライカマウント用交換レンズ
ライカマウントレンズの一覧#ペンタックス参照。

## 高性能ブランド交換レンズ

### スターレンズ
★（スター）レンズとはその妥協のない光学設計と、厳しい撮影環境に耐えうる堅牢性が確保されている、プロ用途も考慮された高級レンズ群である。そのため、大口径でかつ、妥協のない、性能を最重視した贅沢な光学系が採用されている。Kマウント機用と 67用のM★レンズ群より始まり、後に645用も加わり主要プラットフォームのレンズ群に合わせてシリーズ展開された。最新のDAシリーズ、D FAシリーズでも展開されている。Kマウント機用のFA★レンズ群にはAF/MFワンタッチ切り替え式フォーカスリングが採用されているのに加え、ズームレンズには電動ズーム（パワーズーム）が採用されており、実用面にも細かい配慮が施されている。DA★レンズ群、D FA★レンズ群は、全てレンズ内モーターを採用し、加えて防塵防滴仕様（AW）である。小型軽量と機動性を標榜するペンタックスレンズ群の中では、サイズも大きく重いが、その性能に対する信頼性は高い。

### リミテッドレンズ
リミテッド（Limited ）レンズとは、アルミの削り出しで作られた質感への高いこだわりを持った小型高級高性能ブランドレンズ群のことである。2021年11月現在、Kマウントの35mm判フィルムカメラ及びデジタルカメラ全機種に対応したFAシリーズ、APS-C判デジタルカメラ用のDAシリーズ、フルサイズデジタル一眼レフに最適化したD FAシリーズが存在し、コンセプトの相違はあるものの「所有する喜び」に重点を置いて作られているのが特徴である。また、レンズのキャラクターに合わせ、レンズごとにそれぞれ異なる構造のレンズフードを採用している点も特徴の一つである。2021年11月現在、FAに3種類、DAに6種類、D FAに1種類設定されており（全レンズHDコーティング）、ブラックとシルバーの2色展開されている。
35mm判用のFAリミテッドレンズは、MZシリーズ以降の「小型軽量化路線」に伴い登場した新たな高級・高性能ブランドレンズである。妥協なく光学性能重視一辺倒であった★レンズシリーズとは異なり、小型軽量でありながらも、「描写の味」と「所有する喜び」をコンセプトに作られ、アルミ削り出しによる鏡胴や、FAレンズ群（FA★レンズも含む）から省略されたマウント指標が七宝焼き仕様となって復活するなど、旧来のマニュアルフォーカス機種のデザインを多分に意識して開発されたMZ-5、MZ-3のために開発された。また、LXなどの古いMF機種での使用も意識されていると思われる。また他に類を見ない特殊な焦点距離はプロカメラマンの経験や、小型でありながら明るさを維持するために結果的にそうなったものである。
APS-C判用のDAリミテッドレンズは、*istDシリーズの小型軽量ボディに合わせて登場した「所有する喜び」に加えて、「遊び心」をコンセプトに作られた新たなリミテッドレンズである。★レンズを意識し、明るさに重点に置いた35mm判用シリーズとは異なり、単焦点の4種類については超薄型のパンケーキスタイルのデザインに徹底的に拘って作られている。